# Isernia
Isernia (, AFI: /iˈzεrnja/; Sèrnia in dialetto isernino) è un comune italiano di 20 627 abitanti, capoluogo dell'omonima provincia in Molise.
Tra i primi insediamenti paleolitici documentati d'Europa, nell'antichità fu una fiorente città sannita e in seguito municipium romano. Nel XIX secolo, dopo l'unità d'Italia fu luogo di reazione borbonica anti-unitaria. Per il bombardamento subito durante la seconda guerra mondiale, Isernia è stata insignita della medaglia d'oro al valor civile. L'istituzione della provincia risale al 1970.
Importante città per la tradizione del merletto a tombolo 

## Geografia fisica

### Territorio
Il nucleo abitativo principale di Isernia è situato sull'ampio crinale di una collina oblunga dell'Appennino meridionale, la quale separa due corsi d'acqua paralleli di modesta portata, il Carpino e il Sordo. Tali bacini fluviali confluiscono a sud-ovest nel fiume Cavaliere, affluente del fiume Vandra, a sua volta affluente del Volturno. 
La città sorge lungo il tratturo Pescasseroli-Candela (un'antica via della transumanza), all'incrocio della strada statale 85 e la strada statale 17 Appulo-Sannitica, ed è circondata dai monti del Matese a sud e dalle Mainarde a nord-ovest. Il suo territorio 
ha un'altimetria che varia da 285 m s.l.m. fino a 905 m s.l.m., per una media di 457 m s.l.m.. La zona è ritenuta ad alto rischio sismico in quanto l'attività tellurica nel territorio è stimata come molto intensa.
L'area settentrionale del centro abitato si trova ad un'altitudine maggiore rispetto alla parte meridionale (storicamente più antica), ed è situata su un terreno quasi pianeggiante ma molto umido e ricco di sorgenti acquitrinose, tra cui quella del fiume Sordo.
Secondo la Carta Geologica d'Italia redatta dal Servizio Geologico d'Italia, il territorio del comune di Isernia è situato a metà tra le formazioni "calcareo-dolomitiche mesozoiche" a sud, relative all'appennino campano e dei monti del Matese, e i "sedimenti di tipo pelagico" del mesozoico-terziario a nord, appartenenti all'appennino sannita e all'appennino abruzzese. L'accavallamento molto esteso di queste due zone costituisce un'anomalia rispetto al resto della morfologia appenninica.
Il sottosuolo del centro abitato è formato da rocce di travertino, mentre nella parte settentrionale del comune sono presenti rocce arenarie e calcaree.
Il territorio di Isernia, dal 847 al 1984 è stato interessato da molteplici terremoti, quello del 1805 causò oltre 1000 vittime

### Clima
In base alla media trentennale di riferimento 1961-1990, la temperatura media del mese più freddo, gennaio, si attesta a +5,9 °C; quella del mese più caldo, agosto, è di +23,5 °C.
| Isernia            | Mesi | Mesi | Mesi | Mesi | Mesi | Mesi | Mesi | Mesi | Mesi | Mesi | Mesi | Mesi | Stagioni | Stagioni | Stagioni | Stagioni | Anno |
| Isernia            | Gen  | Feb  | Mar  | Apr  | Mag  | Giu  | Lug  | Ago  | Set  | Ott  | Nov  | Dic  | Inv      | Pri      | Est      | Aut      | Anno |
| ------------------ | ---- | ---- | ---- | ---- | ---- | ---- | ---- | ---- | ---- | ---- | ---- | ---- | -------- | -------- | -------- | -------- | ---- |
| T. max. media (°C) | 9,6  | 10,5 | 13,1 | 16,7 | 21,4 | 26,0 | 29,1 | 29,8 | 25,4 | 18,7 | 13,5 | 11,4 | 10,5     | 17,1     | 28,3     | 19,2     | 18,8 |
| T. min. media (°C) | 2,2  | 2,6  | 4,8  | 7,6  | 11,0 | 14,5 | 17,0 | 17,1 | 14,8 | 9,9  | 6,3  | 4,5  | 3,1      | 7,8      | 16,2     | 10,3     | 9,4  |

La temperatura più bassa registrata ad Isernia, nel gennaio 2011, è stata di -8,5 °C.

## Origini del nome

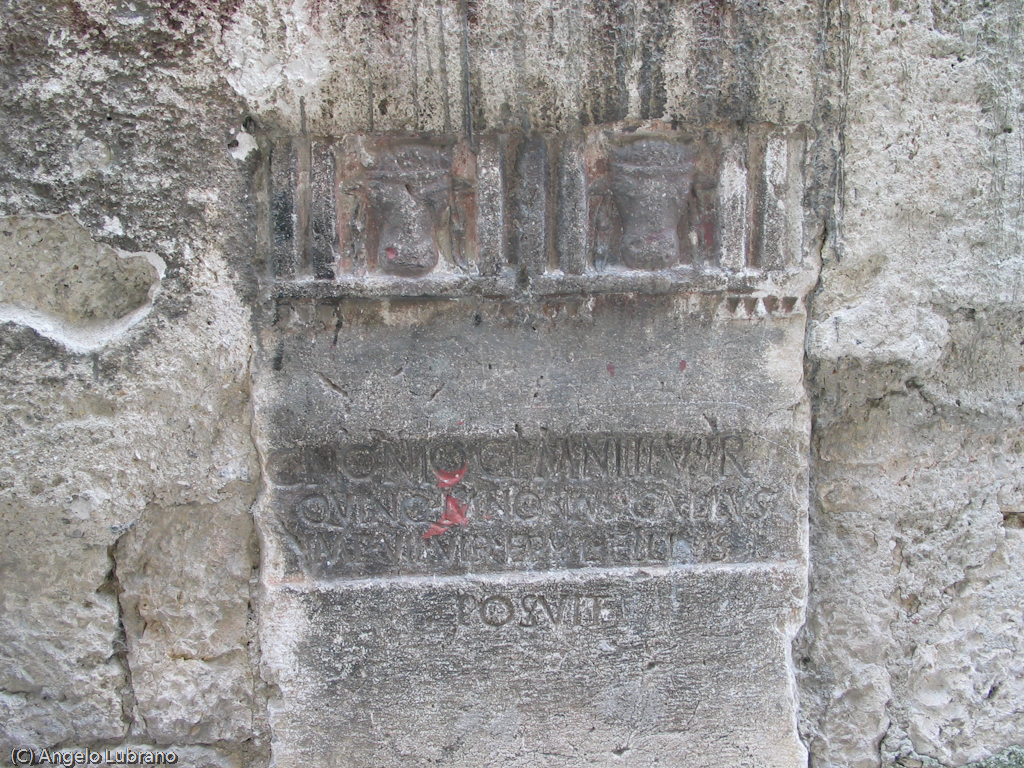
Iscrizione latina nel centro storico.

L'origine del toponimo Isernia non ha una provenienza certa. Una delle ipotesi principali è che il nome provenga dalla radice indoeuropea «ausa», che vuol dire «acqua». Questa radice, infatti, ha dato origine a molti nomi di luoghi e città in tutta Europa, e a sostegno di tale teoria ci sarebbe la peculiare posizione dell'antico centro abitato di Isernia, circondato da tre fiumi. Ulteriori ipotesi prevedono che il nome provenga dalla radice sannitica Aiser, che significa "Dio". Questo darebbe un'aura sacrale al nome della città, accresciuta anche dal fatto che la radice Aiser, in Lingua etrusca, significa "Dèi". Entrambe le etimologie suggeriscono quindi che la città sarebbe stata "consacrata agli dèi". Infine, nel nome latino di Isernia, cioè Aesernia, o meglio nel nome osco Aisernio, è molto marcata l'assonanza con il toponimo Esere. Questo nome è un'epiclesi di Ercole e compare in un frammento di ceramica di origine osca, trovato a Campochiaro. Di conseguenza, tale origine potrebbe indicare che Isernia è una città sacra dedicata ad Ercole.

## Storia
L'area dove sorge Isernia è stata abitata dall'uomo sin dall'era paleolitica: i primi insediamenti, infatti, risalgono ad almeno 700.000 anni fa. Anche le origini dell'agglomerato urbano sono molto antiche, ma allo stato attuale non è possibile stabilirne una datazione certa.
La città fu sotto il dominio sannita fin dal V secolo a.C. Grazie alla sua posizione strategica, il suo controllo fu uno dei punti cruciali durante le guerre sannitiche. Nel 264 a.C. divenne colonia latina e nel 209 a.C. rimase fedele a Roma nella seconda guerra punica. Nel periodo che va dal 263 a.C. al 240 a.C., cioè dopo la deduzione a colonia, furono coniate le monete di Aesernia. Alcuni autori ritengono che parte della monetazione della guerra sociale possa essere stata coniata nello stesso centro. Durante la Guerra sociale, nel 90 a.C. Isernia fu occupata dagli italici dopo un lungo assedio e divenne la loro capitale. Cadde alla fine della guerra per mano di Silla, che la rase al suolo.

Negli anni successivi, vari imperatori, da Cesare a Nerone, promossero un piano di ripopolamento inviando colonie nei territori ove sorgeva la città. Ai tempi di Traiano, Isernia venne elevata al rango di Municipio; in quel periodo, venne anche costruito il Capitolium.
Dopo la caduta dell'Impero romano, Isernia venne distrutta nel 456 dai Vandali, capitanati da Genserico, per ben tre volte dai Saraceni, negli anni 860, 882 e 883.

Fontana Fraterna in una foto d'epoca

Rivolte cittadine nel 1957

Nel VII secolo, i Longobardi del ducato di Benevento ne promossero la rinascita con la costruzione di opere pubbliche. Successivamente, durante il dominio normanno, nel quale faceva parte della contea di Molise, subì una fase di decrescita: la sua diocesi fu unificata con quelle di Venafro e Bojano. Inoltre, nel 1199, fu saccheggiata da Marcovaldo di Annweiler. Nel XIII secolo, la città rinacque ancora, grazie a Federico II.
Tra il XIV e il XVI secolo Isernia alternò periodi di relativa autonomia come città del demanio regio a fasi di infeudamento. Nel 1476 la città venne donata da re Ferdinando I di Napoli alla consorte Giovanna di Trastámara. Nel 1519 Isernia fu infeudata a Guglielmo di Croÿ, ciambellano dell'imperatore Carlo V. Tramite decreto datato 1521 Isernia venne nuovamente riammessa nel demanio regio. Isernia rimase per tutto il XVI secolo l'unica città demaniale del Contado di Molise. Nel 1638 essa venne tuttavia posta in vendita, venendo acquistata dal duca di Montenero, Carlo Greco nel 1643 dopo una serie di infruttuosi tentativi da parte dell'universitas di Isernia di preservare la propria autonomia. Il duca di Montenero nel 1644 rivendé Isernia a Diego d'Avalos, al quale venne conferito il titolo di Principe sul feudo. I d'Avalos tennero Isernia per circa un secolo, salvo una breve parentesi iniziata nel 1698, quando Cesare Michelangelo d'Avalos la cedette a Fulvio Costanzo, principe di Colle d'Anchise, nella cui titolarità rimase sino al 1712. A causa di una serie di contrasti con le autorità cittadine il Costanzo preferì infatti cedere Isernia nuovamente a Cesare Michelangelo d'Avalos per 57.400 ducati. Alla morte di Cesare Michelangelo, avvenuta nel 1729, il suo erede designato, Giovan Battista d'Avalos accettò l'eredità gravata da enormi debiti dello zio con beneficio d'inventario. Nel 1733 si ebbe la confisca dei beni al Regio Fisco e dunque il relativo apprezzo. Ciò consentì alla città di riscattarsi e rientrare nel demanio regio, giungendo nel 1742 ad un accordo con i creditori del d'Avalos ed impegnandosi a pagare la somma di 43.000 ducati.
Il terremoto del 1085 causò 1000 morti e la distruzione del convento di Santa Maria delle Monache e la parte superiore del campanile della cattedrale di S. Pietro Apostolo.
Il 23 ottobre 1860 Isernia ospitò per una notte Vittorio Emanuele II di Savoia in viaggio per recarsi a Teano ad incontrare Giuseppe Garibaldi. Il Sovrano prese alloggio nel Palazzo Cimorelli, sito nella via che poi prese il Suo nome, ospite di Vincenzo Cimorelli (n. 5 aprile 1796 - m. 9 agosto 1889). L'indomani, alla partenza per Venafro, donava all'ospite la sua tabacchiera d'oro in un cofanetto sul coperchio del quale erano incise le iniziali reali.
Alla fine del XVIII secolo, era la città più popolosa del Contado di Molise. Oppose resistenza ai francesi nel tentativo di conquista del Regno di Napoli, così come oppose resistenza anche nel 1860, in virtù della reazione borbonica contro i Piemontesi. 
Dal 1940 al 1943 l' ex convento di Santa Maria delle Monache, in precedenza caserma del Regio Esercito, fu utilizzato come campo d'internamento

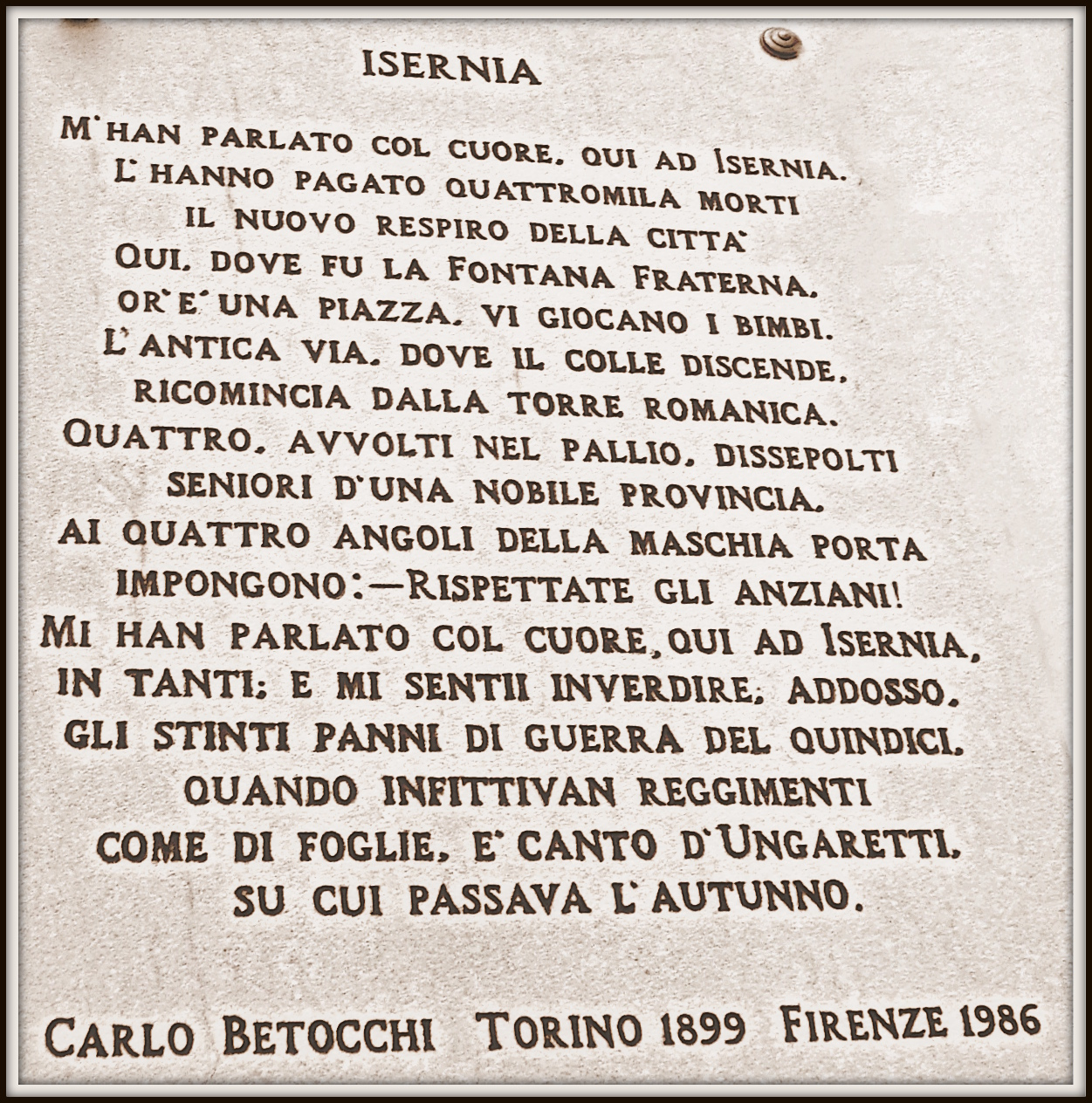
Poesia di Carlo Betocchi su Isernia

Nel giorno 10 settembre 1943, durante la seconda guerra mondiale, Isernia subì un pesantissimo bombardamento da parte degli alleati, che rase al suolo quasi un terzo dell'abitato e provocò la morte di un numero altissimo di persone. Uno studio del 2007, a cura dell'Archivio di Stato di Isernia, evidenzia come i morti in totale durante tutti i giorni di bombardamenti, furono in realtà 489. A causa dei danni causati da questi e da altri bombardamenti, verso la metà del XX secolo si pose in atto un piano di rinascita della città, che prevedeva anche lo sviluppo nella zona più a nord.

Inoltre, nel 1957, dopo la divisione dell'Abruzzi e Molise, cominciò a prendere piede l'ipotesi dell'istituzione della provincia di Isernia. In realtà, questo non era il primo tentativo in tal senso: l'istituzione della provincia era stata promossa già nel 1810 da Gioacchino Murat, ma senza successo. Il Parlamento, però, rinviò qualsiasi decisione al riguardo. Il nuovo fallimento del processo di istituzione della provincia scatenò una protesta nella città, caratterizzata da cortei di operai e studenti; la protesta, poi, sfociò in una serie di rivolte cittadine, culminate con blocchi stradali e violenti scontri con le forze dell'ordine, con feriti e arresti. Il 1957 e 1958 furono gli anni ricordati a Isernia come 'della violenza sociale'.
Il 16 febbraio 1970 il Parlamento sancì l'istituzione della nuova provincia che divenne operativa il 3 marzo 1970.

### Simboli

Gonfalone civico

Lo stemma di Isernia è formato da uno scudo oblungo di tipo sannitico, su cui campeggiano le iniziali della città composte da un caduceo, intorno al quale è attorcigliato un serpente; lo scudo è avvolto da foglie di acanto ed è sormontato da un elmo, rabescato a cancelli con cimiero. Le lettere, le foglie e i bordi dello scudo sono giallo-oro, lo scudo è azzurro e l'elmo è grigio scuro.
Il caduceo, emblema del potere ed anche della prosperità, indica che Isernia è stata sempre città regia e mai assoggettata in feudo, se non per pochi anni; il serpente, invece, è simbolo di prudenza, di riflessione, di pace e di sollecitudine, qualità necessarie per riuscire nelle imprese. Il caduceo e il serpente accoppiati simboleggiano anche la prosperità e la buona salute; erano infatti attributi tradizionali di Esculapio, dio della medicina.
Storia dello Stemma
Non si hanno notizie certe dell'epoca in cui è stato adottato lo stemma, né si conosce il nome del suo ideatore. Il primo documento storico pervenuto, su cui è riprodotto lo stemma della città di Isernia, è il privilegio concesso alla città da Carlo V nel 1521, il cui originale cartaceo è conservato nella biblioteca comunale. Nel corso dei secoli è stato più volte ritoccato, abbellito, ma lo scudo e la disposizione delle lettere sono rimasti sempre uguali; quello attuale risale al 1956.

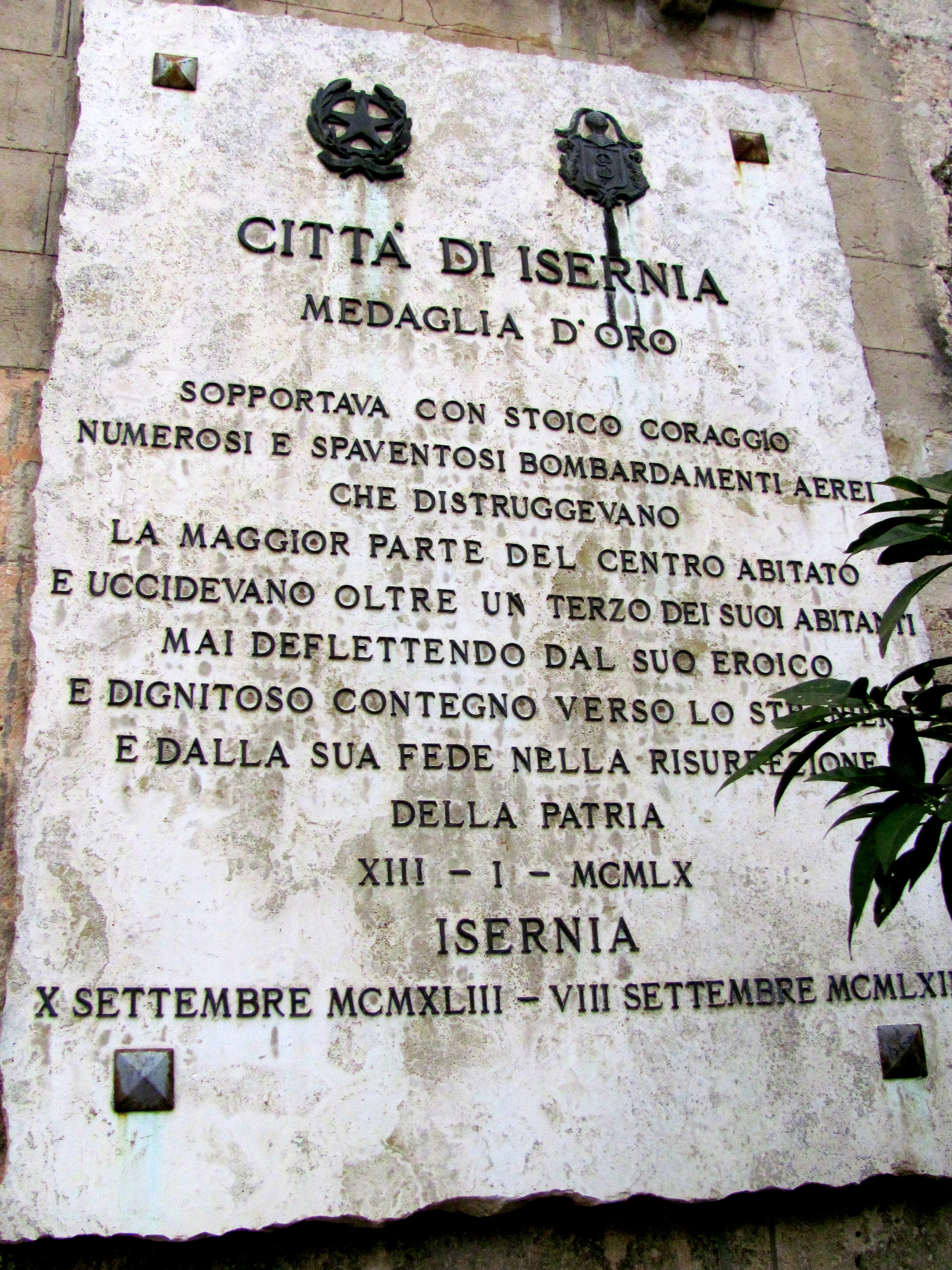
Targa alla medaglia d'oro al valor civile, esposta sulla facciata di Palazzo San Francesco.

### Onorificenze
(Il Presidente della Repubblica Carlo Azeglio Ciampi alla consegna della Medaglia d'oro al valor civile)
La Città di Isernia è tra le città decorate al valor militare per la guerra di liberazione, insignita della Medaglia d'oro al valor civile e della Croce di guerra al valor militare per i sacrifici delle sue popolazioni e per l'attività nella lotta partigiana durante la seconda guerra mondiale:

## Monumenti e luoghi d'interesse

### Architetture religiose

#### Cattedrale di San Pietro

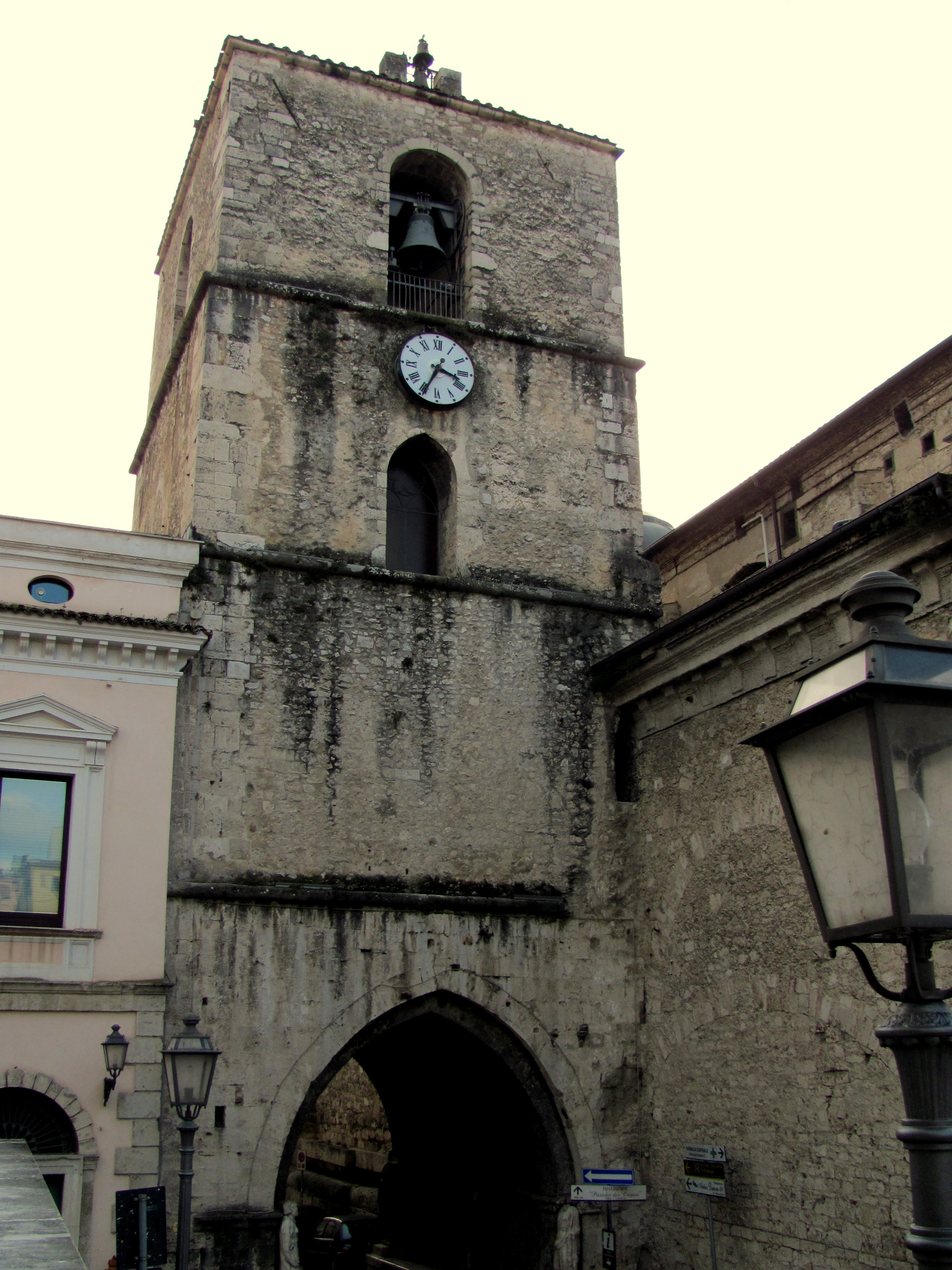
La torre campanaria della Cattedrale, attraversata da corso Marcelli per mezzo dell'Arco di San Pietro.

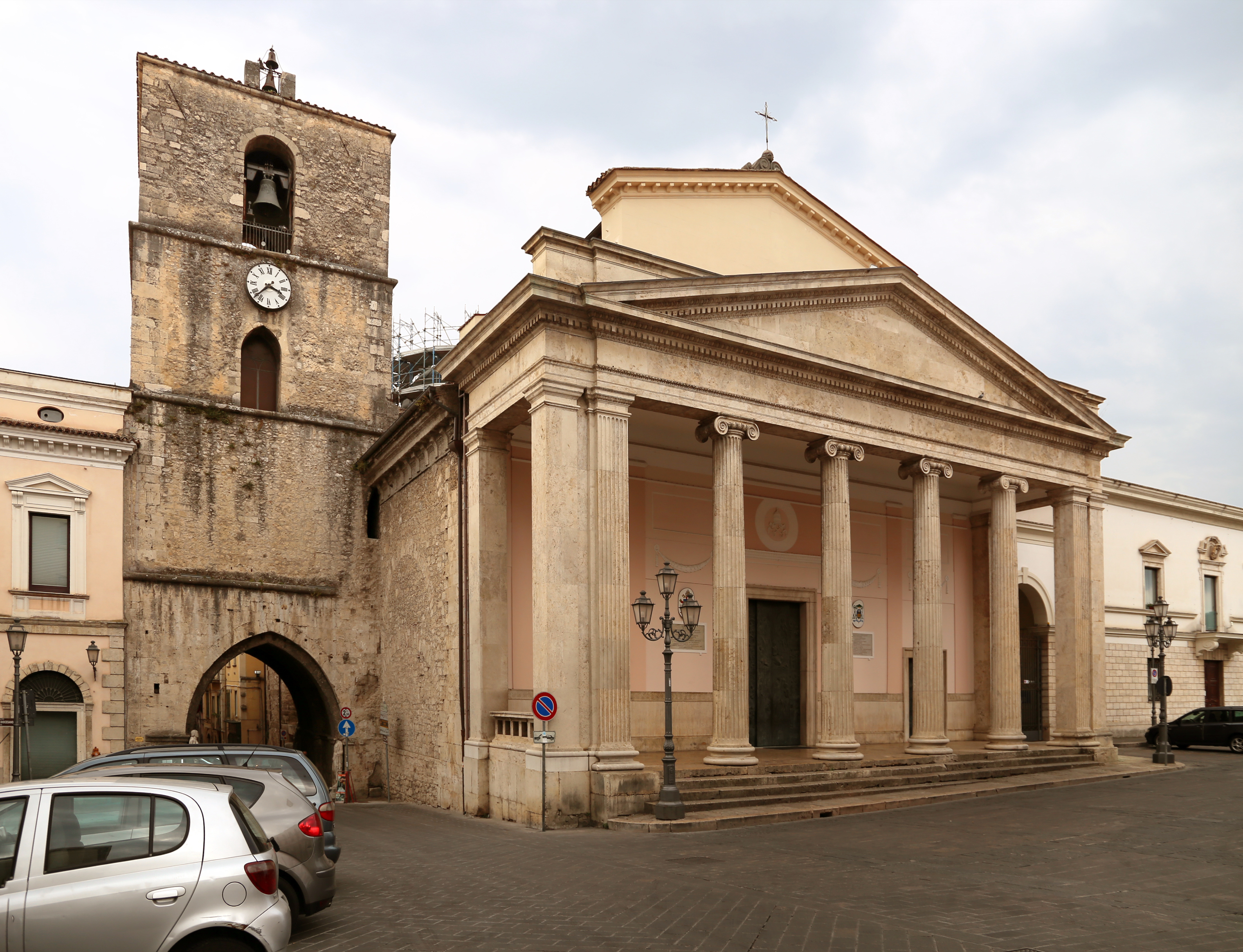
La cattedrale di San Pietro Apostolo.

È la chiesa più importante della città, cattedrale della diocesi di Isernia-Venafro è dedicata a San Pietro Apostolo e si trova in piazza Andrea d'Isernia. 
L'edificio sorge su un antico tempio pagano italico del III secolo a.C. di cui è rimasto integro l'intero podio da cui è possibile ricostruirne la forma. Il tempio era un capitolium, cioè un tempio dedicato alla triade capitolina che aveva l'ingresso dalla parte opposta rispetto alla collocazione attuale.
In epoca medioevale venne costruita una cattedrale di stile greco-bizantino che rispettava la disposizione del precedente tempio pagano. Nel 1349 questo edificio fu distrutto completamente da un terremoto e venne costruito un nuovo edificio nella disposizione moderna. Agli inizi dell'800 un nuovo terremoto lesionò gravemente la chiesa che venne ricostruita nella stessa sede ma di dimensioni maggiori e di aspetto molto simile a quello attuale.
L'aspetto è dovuto ai restauri neoclassici ordinati dal vescovo Gennaro Saladino nella seconda metà del XIX secolo che presenta il grande timpano triangolare in travertino, è sorretta da due coppie di pilastri agli angoli e da quattro alte colonne ioniche sulla fronte.
Lo spazio interno appare suddiviso in tre navate con pilastri decorati da lesene corinzie in marmi policromi.
Nella cappella del Santissimo Sacramento vi è l'antica tavola bizantina denominata "Virgo Lucis" (la Madonna della Luce) di Marco Basilio risalente al XV secolo.
Il campanile della chiesa, situato tra il fianco sinistro del tempio e l'Università, fu realizzato nel 1349 ed è attraversato dal cosiddetto Arco di San Pietro. I due ingressi dell'arco sono sorvegliati da quattro statue togate romane, inizialmente acefale, conosciute nella cultura locale come mamozi.

#### Altre chiese

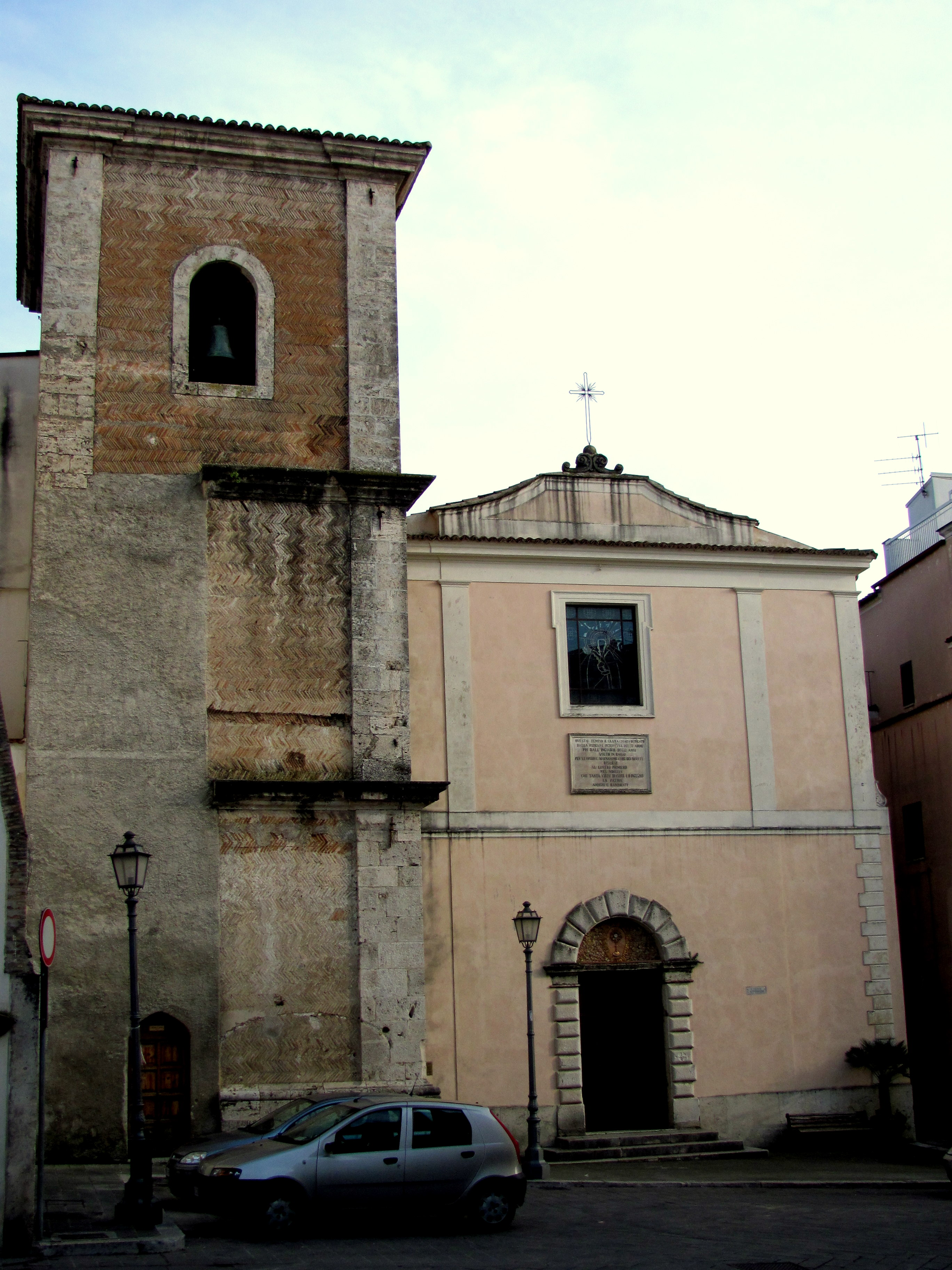
La chiesa di Santa Chiara

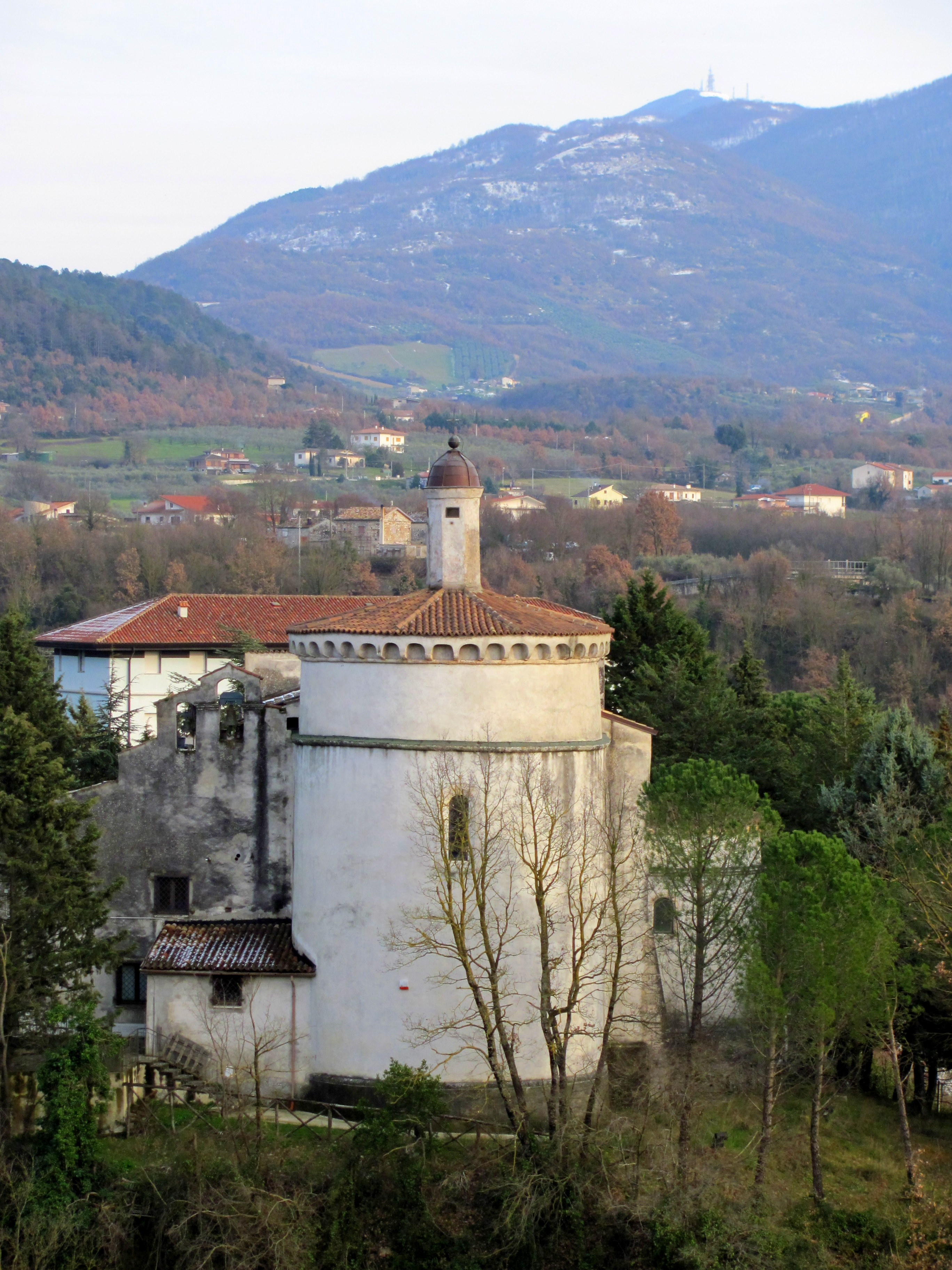
Eremo dei Santi Cosma e Damiano

- L'Eremo dei santi Cosma e Damiano, come la cattedrale, è stato edificato su un antico tempio pagano. Notizie certe della sua costruzione si hanno a partire dall'anno 1130.
- La chiesa di San Francesco, fatta costruire nel 1222 da San Francesco. Tradizionalmente nota anche come Chiesa di Sant'Antonio, per metonimia da un'ampia cappella in essa situata, che custodisce una veneratissima statua del santo portoghese.
- La Chiesa di Santa Chiara, costruita nel 1275.
- Il Monastero di Santa Maria delle Monache, costruito intorno all'anno 1000, ha ospitato le monache dell'ordine benedettino. Nelle sue stanze sono presenti il Museo Nazionale, la Biblioteca Comunale di Isernia e parte del Museo paleolitico di Isernia.
- La Chiesa di San Giuseppe lavoratore, costruita nel 1993 nel rione San Lazzaro, il più popoloso della città.
- La Chiesa di San Pietro Celestino, fondata nel 1623 insieme al monastero adiacente, successivamente distrutto[41].
- La Chiesa dell'Immacolata Concezione, sede della Confraternita di San Pietro.
- La Chiesa di Santa Maria Assunta, costruzione moderna nella parte nuova della città.
- La Parrocchia Sacro Cuore, costruita nel 1948, che comprende il monastero dei frati cappuccini.

### Architetture civili

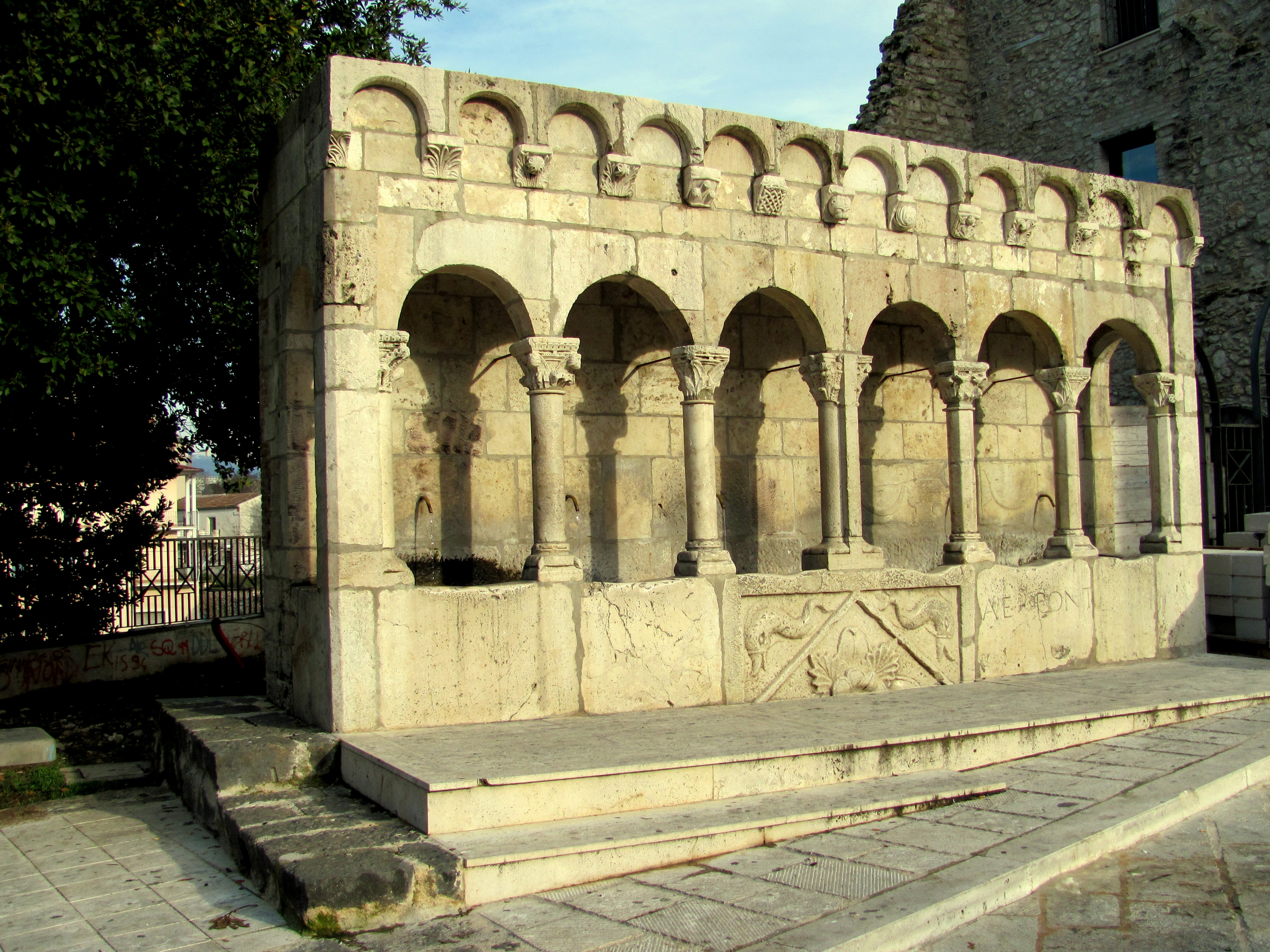
La Fontana Fraterna nella sua collocazione attuale.

#### Fontana Fraterna
Annoverata fra le fontane monumentali d'Italia per la sua mirabile struttura architettonica, la fontana Fraterna è una delle opere più significative e più importanti nonché simbolo della città.
La fontana, composta da blocchi di pietra locale provenienti da un numero imprecisato di edifici nella città e da costruzioni di epoca romana, è formata principalmente da una serie di archi a tutto sesto. Presenta diverse epigrafi incise su di essa, tra cui una dedicata agli Dei Mani. Al centro della fontana c'è una lastra di marmo più grande delle altre, decorata con due delfini ed un fiore, proveniente da un edificio sepolcrale. Si può affermare quindi che la fontana non risale ad un periodo storico preciso, ma che è testimone dei numerosi periodi storici che hanno attraversato la città.
La fonte si trova in piazza Celestino V a seguito dei bombardamenti del 1943; in precedenza si trovava in piazza della Fraterna, da cui prese il nome.
- L'Acquedotto romano di Isernia è un acquedotto di origine romana scavato nelle rocce travertiniche nel sottosuolo della città ed è funzionante.

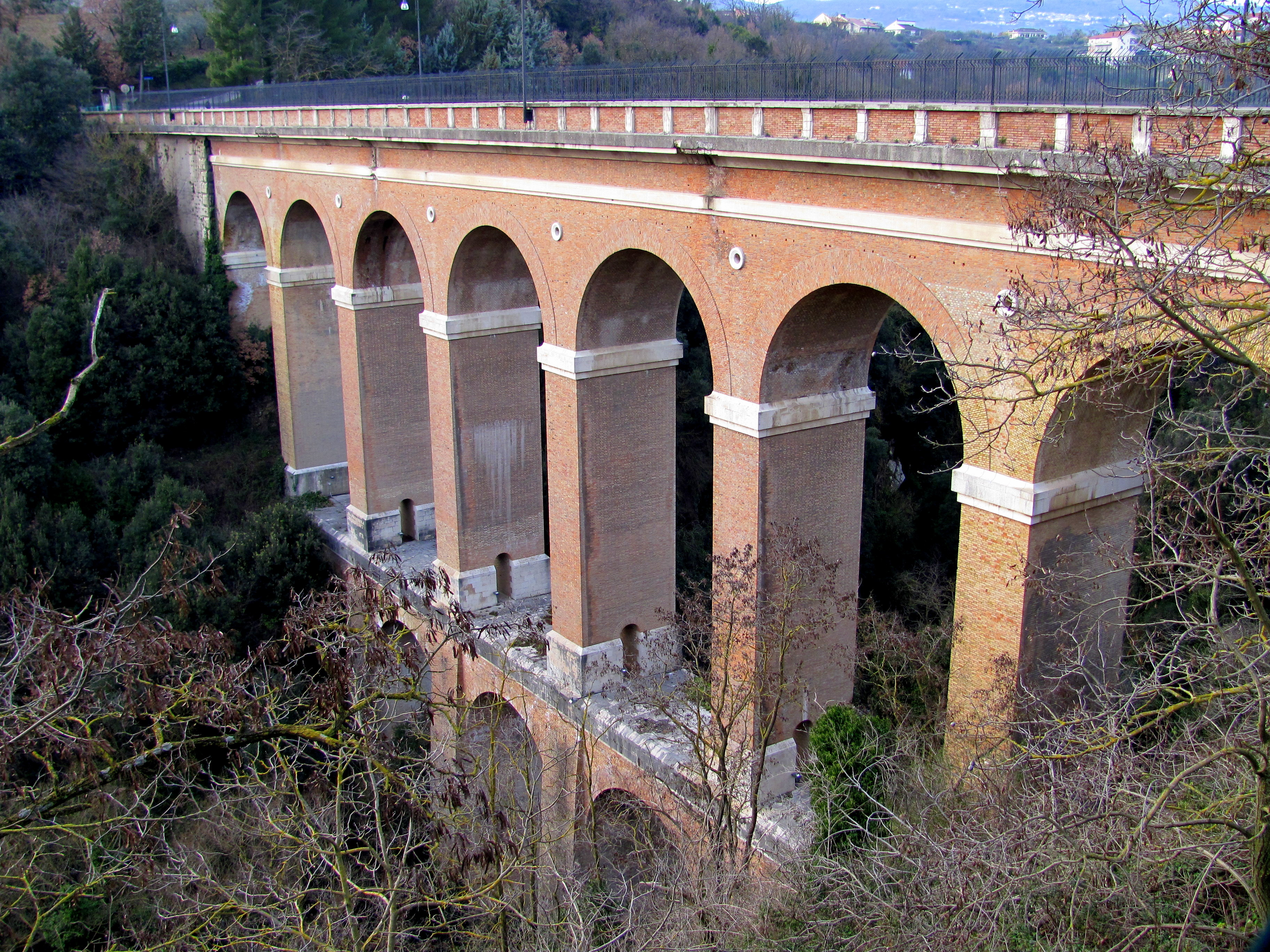
Ponte Cardarelli, già Ponte della Precie.

- Il ponte Cardarelli, già ponte della Precie, sul fiume Sordo

(Notizie da una pubblicazione di fine Ottocento)
- Acque Sulfuree: è presente, in contrada Acqua Sulfurea, uno stabilimento termale risalente ai tempi dei Romani e caduto in disuso da molto tempo. Nello stabilimento è presente una fontana di acqua sulfurea attiva. A seguito di una ancora parziale ristrutturazione del sito ad opera dell'amministrazione comunale - c'è stato un tentativo di rivalorizzazione architettonica del luogo.
- Viadotto Santo Spirito: viadotto ad arco della Ferrovia Termoli-Vairano sul fiume Carpino. Distrutto nei bombardamenti alleati del 1943, venne ricostruito nella forma attuale. È sorretto da due serie di arcate separate da un arco di notevoli dimensioni che scavalca il Carpino.

#### Palazzi di Isernia

Palazzo D'Avalos-Laurelli

- Palazzo D'Avalos-Laurelli, edificato nel 1694 ad opera del principe Diego I d'Avalos.
- Palazzo San Francesco, costruito nel 1222 da San Francesco.
- Palazzo De Lellis-Petrecca, risalente a circa la metà del settecento, è un'opera vanvitelliana fatta costruire da Ferdinando II di Borbone.
- Palazzo Jadopi, risalente al XVIII secolo, fu testimone dell'impiccagione di alcuni garibaldini.
- Palazzo Pecori Veneziale, uno dei più belli della città, fu costruito nel XVIII secolo dal marchese Pecori.
- Palazzo Orlando, situato nella zona nuova della città, è una delle sedi dell'università degli studi del Molise.
- Palazzo Pansini-Clemente, edificato tra la fine dell'Ottocento e l'inizio del Novecento sulla chiesa dell'Annunziata, andata distrutta.
- Palazzo dell'Università è un'altra sede dell'Università degli studi del Molise; costruito sulla vecchia chiesa di San Paolo, è collegato alla cattedrale attraverso l'Arco di San Pietro.
- Palazzo Viti sorge su l'attuale Corso Garibaldi, all'altezza della Villa Comunale. Costruito agli inizi del 900 (1901), si caratterizza per 4 rosoni sulla facciata che simboleggiano le virtù della famiglia (arte - lavoro - onestà - commercio)

### Le mura di fortificazione

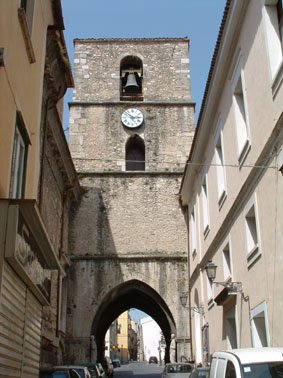
Isernia, torre della Cattedrale di San Pietro

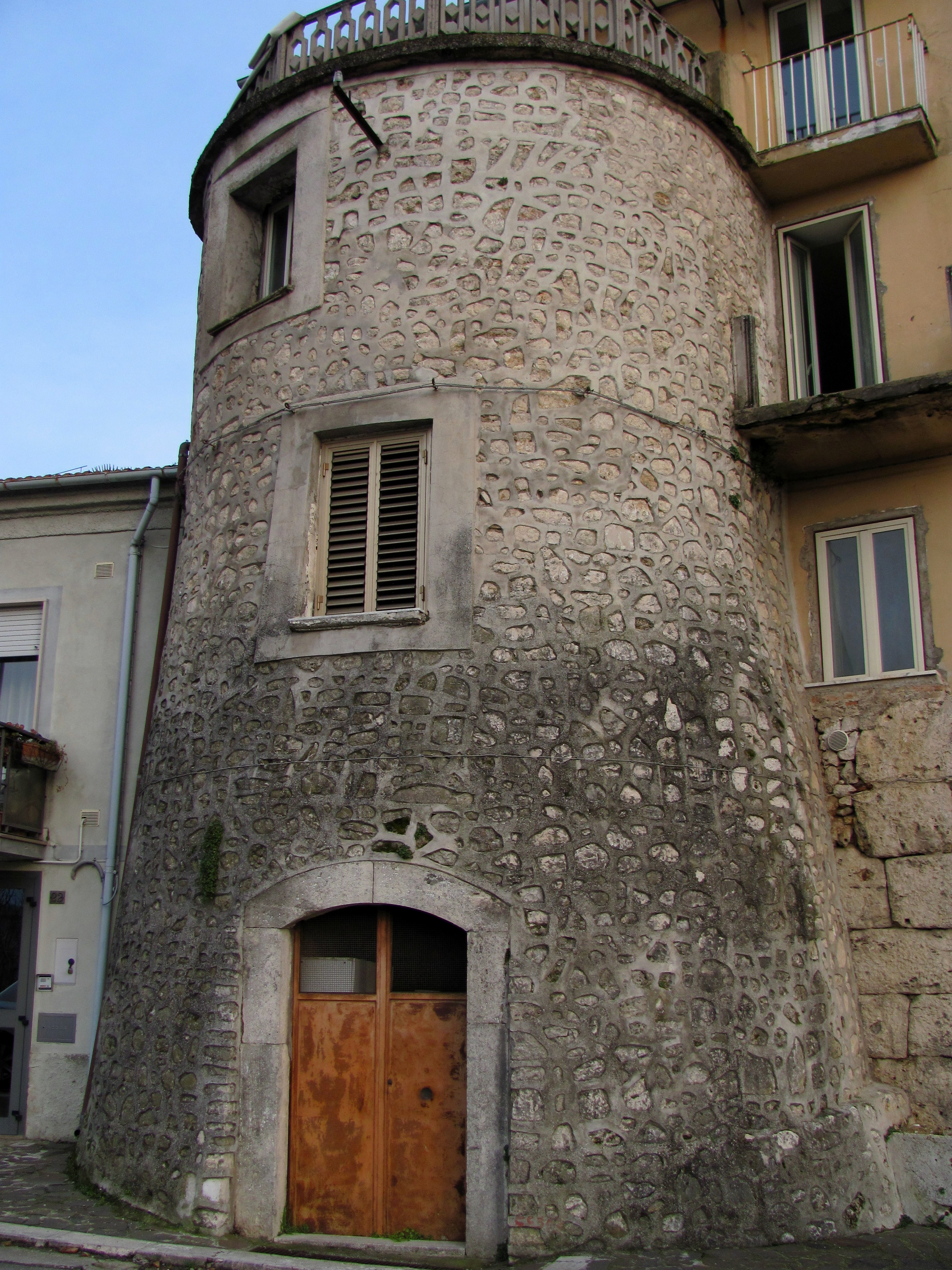
Torre della cortina urbana ovest

Isernia non è stata mai dotata di un castello, piuttosto di una cinta muraria ancora in parte individuabile nel centro antico. La sopraelevazione naturale dell'abitato sulla collina, rendeva già dal XII secolo Isernia una città ben protetta. Per quanto riguarda la precedente era romana, gli elementi arrivati riguardanti la muratura, a grossi blocchi trachinici parallelepipedi, ne sono visibili delle tracce sulla parte orientale. Il foro romano era l'attuale Piazza Andrea d'Isernia o piazza del Mercato, dove il duomo di San Pietro fu eretto sopra il tempio di Giove. Il decumanus maximus coincideva con l'andamento del corso Marcelli; nella ripetizione regolare dei vicoli a questo ortogonali, unica eccezione il vico Storto del Castello, si riconosce una teoria di cardines.
Nell'epoca medievale longobardo-normanna, la cattedrale di Isernia, l'episcopio e il territorio attorno al foro vennero a costituire un polo di carattere religioso nella parte topograficamente più elevata della semidistrutta città romana; un altro polo di carattere civile si formò, secondo Franco Valente, più tardi in età longobarda (X secolo), cioè fuori le mura a nord, quando venne istituita la Contea d'Isernia, sarebbe stata eretta una fortezza nell'area sud, tra via Occidentale e Largo Purgatorio, ormai scomparsa, di cui però rimangono i toponimi di via Castello, vico Porta Castello.
Nell'847 un terremoto distrusse Isernia, altri danni furono arrecati dai Normanni, sicché la contea passò nella Contea di Boiano, o di Molise. Nel 1223 l'imperatore Federico II, lottando contro il conte Tommaso di Celano dei Marsi, ordinò l'abbattimento delle mura isernine. Così queste lentamente nei secoli seguenti vennero a fondersi con le case civili, complici altre distruzioni arrecate dai terremoti del 1456 e del 1805.
Nel 1703 l'abate Giovan Battista Pacichelli realizzò una pianta della città di Isernia come si presentava all'epoca.

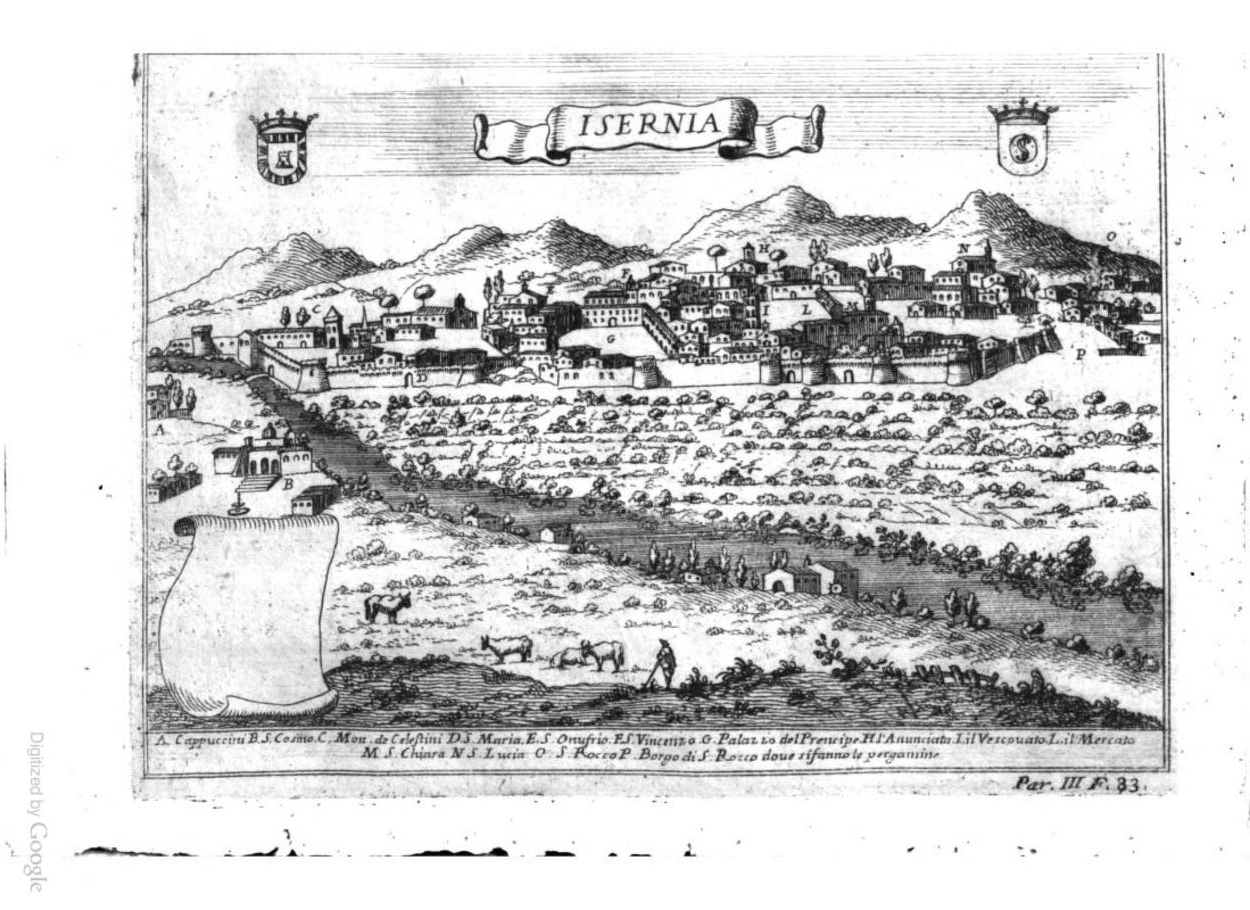
Isernia come rappresentata da Giovan Battista Pacichelli ne "Il Regno di Napoli in prospettiva diviso in dodeci provincie".

Nella legenda della carta geografica, con lettere dell'alfabeto, sono riportati i monumenti principali:
- A: Convento dei Cappuccini
- B: Santuario dei Santi Cosma e Damiano
- C: Monastero dei Celestini (San Pietro Celestino)
- D: Monastero di Santa Maria delle Monache
- G: Palazzo del Principe
- I: Palazzo vescovile e campanile del duomo
- L: Piazza del Mercato
- M: Chiesa e convento di Santa Chiara
- M: Sobborgo San Rocco

Le lettere E - F - H - N riportano degli edifici scomparsi: la chiesa di Sant'Onofrio, di San Vincenzo, dell'Annunziata, e di Santa Lucia. La cinta muraria orientale, benché in rovina, serviva come camminamento di ronda. Tre sono i fornici di accesso, il primo dalla chiesa di Santa Maria delle Monache, il secondo all'altezza della cattedrale, dalla porta del campanile di San Pietro, e il terzo al di sotto della chiesa di Santa Chiara, mediante Porta Fonticella.
Nei pressi di Piazza Purgatorio, dove sorgeva la chiesa, distrutta nel bombardamento del 1943, pare che manchi un tratto della cortina muraria, forse crollato già col terremoto del 1805, si nota una rientranza, un declivio con un terreno senza costruzioni. Sul lato meridionale la muratura mostra un avancorpo, una torre circolare e Porta da Piedi, con un ponte che scavalcava un fossato; quest'ultimo sembra generato dal fiume Carpino. Probabilmente venne realizzato un canale artificiale a protezione dell'accesso alle mura, all'inizio del corso Marcelli. Il lato nord delle mura appare caratterizzato da una serie di massicci contrafforti che fanno supporre l'ampio riutilizzo dei resti delle mura sannitiche; manca l'ingresso da nord, detto Porta Maggiore, che accoglieva i mercanti e i pellegrini dalla strada degli Abruzzi e di Bojano, Campobasso, e vi si trovava la chiesa dell'Immacolata Concezione.

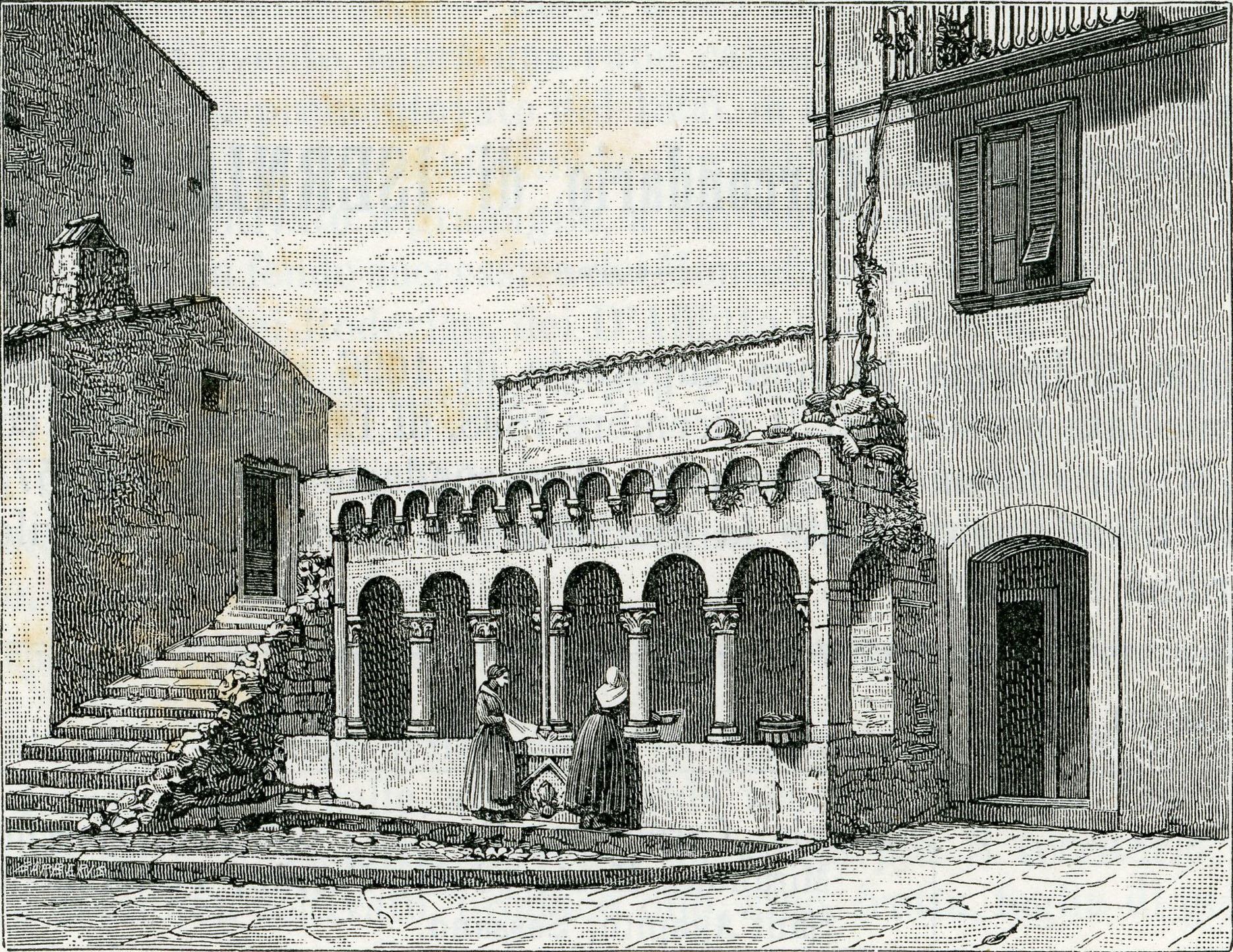
Largo Purgatorio con la fontana Fraterna (Isernia) nel 1898. Oggi Piazza Celestino V, ricavata dallo slargo delle abitazioni distrutte nel bombardamento alleato del 1943

Il disegno di Pacichelli non fornisce informazioni sul versante occidentali, opposto al punto di vista della città, una pianta del XIX realizzata dal geografo Tommaso Zampi, custodita nella Biblioteca nazionale "Vittorio Emanuele III" di Napoli, mostra com'era la pianta muraria di questa porzione, dall'andamento a cortina. Successivamente però in più punti il tratto di via Occidentale è stato rimaneggiato dalla presenza di abitazioni.
Il fronte occidentale presentava tre torri circolari, individuabili facilmente tra le case, e 4 porte di accesso: Porta Castello, Porta di Giobbe, vicino a vicolo Castello, e Porta Mercatello, che esiste ancora, e introduce a Piazza Andrea d'Isernia; poi ancora Porta San Bartolomeo, che si trovava vicino alla chiesa omonima successivamente distrutta, la porta è ancora esistente, si trova in Largo Ciarlante.

### Altro

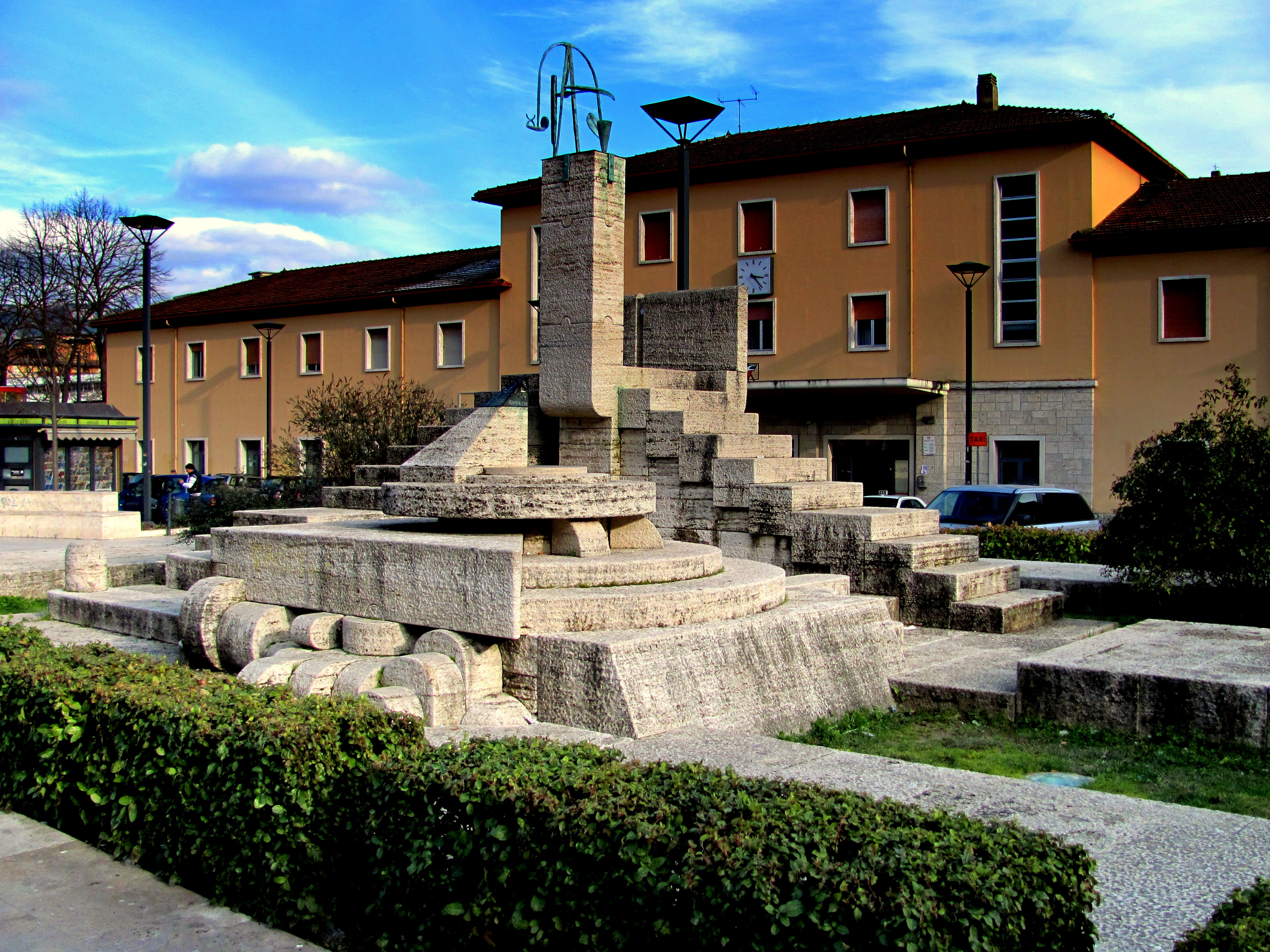
Il monumento L'Incontro, opera di Pietro Cascella.

- L'Incontro (Piazza della Repubblica)[47]. Nel 1998, in Piazza della Repubblica, fu posta una scultura in pietra lavorata del maestro Pietro Cascella, denominata "L'incontro". L'opera rappresenta l'anima di Isernia, fondata su un incontro di più strade, e quindi di culture diverse.
- Monumento ai Caduti della Prima guerra mondiale, collocato nel Parco della Rimembranza, e realizzato dal mastro scalpellino Camillo Centuori. Il monumento è dedicato alle vittime della prima guerra mondiale; è formato da sei colonne con capitelli corinzi, che sorreggono una struttura circolare sulla quale sono scolpiti i nomi delle vittime della Grande Guerra e i sei fiumi protagonisti della vittoria italiana.
- Le leonesse di marmo: nel XVI secolo in piazza Andrea D'Isernia era presente una grande fontana, di cui rimangono soltanto quattro leonesse ornamentali in marmo. Due di queste statue sono state posizionate ai lati dell'ingresso sud dell'attuale villa comunale. Le rimanenti due giacciono nel deposito comunale del museo (ritrovate casualmente da un operaio dello stesso comune), e da almeno un decennio attendono di essere ricollocate.

- Statua alle vittime del X Settembre, situata in Piazza X Settembre, la statua delle vittime del X Settembre rappresenta una figura maschile bronzea tra le macerie, che si ripara dai bombardamenti aerei.
- Terminal Francesco Martino: Il terminal per gli autobus urbani ed extraurbani, costruito nei primi anni 2000 vicino alla stazione ferroviaria, è stato intitolato a Francesco Martino, il ragazzo di Isernia morto in un incidente ferroviario sulla tratta Roma-Campobasso nei pressi di Roccasecca il 20 dicembre 2005[48].
- Mura ciclopiche: il centro storico di Isernia (cioè la parte della vecchia colonia latina) era circondato da mura ciclopiche (visibili solo in alcuni punti) risalenti al terzo secolo a.C. circa. Le mura circondavano l'area della cittadella fortificata sul tracciato delle quali nel Medioevo furono innalzate delle torrette di guardia circolari ancora perfettamente visibili. L'area delle mura ciclopiche va dalla zona della Chiesa di San Pietro Celestino ed arriva all'altezza dell'attuale piazza Celestino V dove è situata la Fontana Fraterna davanti alla quale sono state scoperti resti delle suddette mura. Altri resti sono stati scoperti durante il restauro di un locale adibito a ristorante adiacente piazza Celestino V;Fontana ottocentesca in piazzetta Sant'Angelo

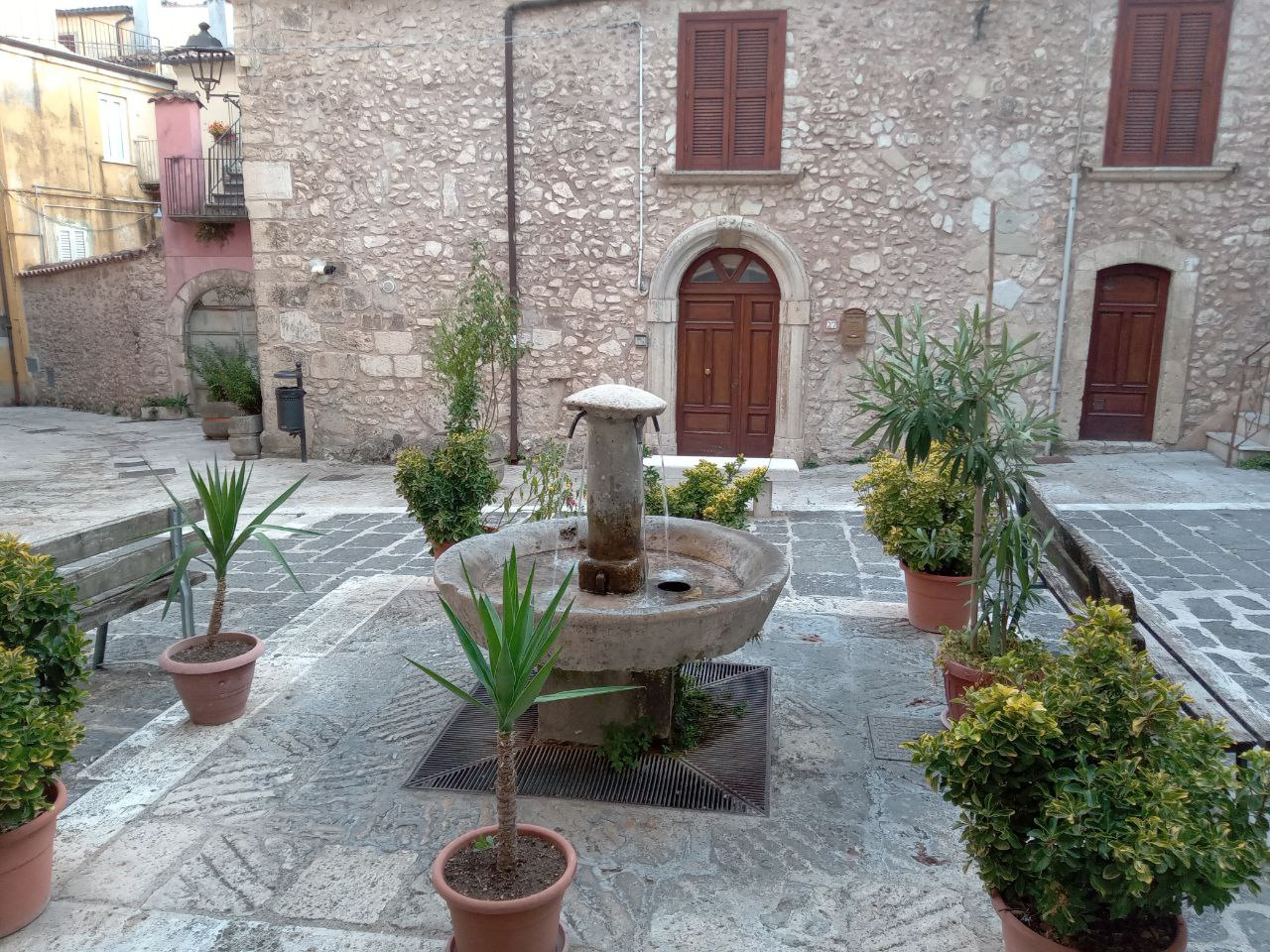
Fontana ottocentesca in piazzetta Sant'Angelo

- Piazzetta Sant'Angelo: chiamata anche largo Storto Castello, a cui si accede dall'omonimo vicolo. Fino al 1871 era chiamata largo San Giuseppe per la presenza della chiesa a lui dedicata, distrutta dal terremoto del 1805[49].
- Auditorium "X settembre 1943": sito in corso Risorgimento. Costruito sul terreno che ospitava il vecchio stadio, inaugurato il 31 marzo 2012 e inizialmente dedicato all'Unità d'Italia, dal 10 settembre 2024 prende il nome della data in cui la città ha subito un duro bombardamento durante la seconda guerra mondiale. Ospita mostre, eventi teatrali e musicali.

### Siti archeologici
- "Isernia-La Pineta" è un sito archeologico del Paleolitico risalente a circa 700.000 anni fa[19] candidato nel 2006 alla lista dei patrimoni dell'umanità[50]. Fu rinvenuto casualmente dal ricercatore Alberto Solinas nel maggio 1979[51], in occasione dei lavori per la bretella che collega SS 85 e SS 17. La scoperta è avvenuta in località La Pineta, a poche centinaia di metri ad est del centro abitato attuale.

- La Necropoli della Quadrella. Lungo le strade che conducono fuori dall'antico centro abitato si sono susseguiti diversi ritrovamenti di oggetti funerari, relativi ad alcune necropoli di età romana. Il ritrovamento più importante è stato quello avvenuto nel 1980 in località Quadrella, di una necropoli risalente ai primi secoli dopo Cristo. La zona interessata si trova a sud del centro abitato, dove il Sordo e il Carpino si uniscono a formare il fiume Cavaliere. Le tombe rinvenute erano di tipo "a fosso", ricche di corredo funerario poco eterogeneo, ad indicare una presunta uniformità sociale tra i defunti. Alcuni dei corredi funerari sono esposti nel museo nazionale di Santa Maria Delle Monache.
- Criptoportico, risalente all'epoca romana[52]
- Villa Romana[53]

### Valico del Macerone
Il valico del Macerone (684 m s.l.m.), situato nella zona settentrionale del comune, è stato fin dall'età romana il valico appenninico che collegava Isernia con Forlì del Sannio e Castel di Sangro tramite l'omonimo percorso stradale. Una sezione del tragitto è stata sostituita da una superstrada pressoché parallela, che ha notevolmente ridotto i tempi di percorrenza della tratta Isernia-Rionero Sannitico. Il valico fu interessato da una terribile frana nel 2013 che devastò l'intera sede stradale rivelando strati su strati di asfalto aggiunti negli anni per contrastare quella che era una "frana perenne". Tale avvenimento portò notevoli disagi agli abitanti delle frazioni: Vandra e Masserie Lotto del comune di Forlì del Sannio. Il settore della SS17 è stato poi riaperto dall'ANAS nel 2019.
La particolare ripidezza e tortuosità del "Macerone" fanno sì che il valico sia estremamente popolare tra gli appassionati di ciclismo e gli escursionisti in moto.
Pagine memorabili del ciclismo professionistico sono state scritte su questo percorso: in una tappa del Giro d'Italia del 1921, il "campionissimo" Costante Girardengo, alle prese con i chilometri del "Macerone" - alcuni dei quali con pendenze fino al 14% -, scese dalla bicicletta e tracciò una croce sulla polvere della strada, sussurrando con voce stremata "Girardengo si ferma qui!", per poi abbandonare la corsa.

## Società

### Evoluzione demografica
Sul territorio comunale di Isernia sorgono numerose frazioni e contrade che comportano una distribuzione demografica irregolare all'interno del comune. Il centro abitato principale ha una popolazione che si attesta intorno alle 16.000 unità.
Un notevole incremento demografico si è avuto subito dopo l'istituzione della provincia di Isernia nel 1970. Tale variazione positiva è proseguita in maniera ridotta nei decenni successivi. Per far fronte all'incremento della popolazione residente sono sorti due nuovi quartieri con ampi spazi verdi ed ampie carreggiate stradali: il quartiere San Leucio e il quartiere San Lazzaro, leggermente distaccato dal centro cittadino primario.
Abitanti censiti

### Etnie e minoranze straniere
Al 31 dicembre 2023 erano residenti nel comune 1177 stranieri, pari al 5,69% della popolazione. Di seguito sono riportati i gruppi più consistenti:
- Romania 273
- Pakistan 91
- Cina 70
- Marocco 68
- Bangladesh 67
- Nigeria 63
- Ucraina 53
- Somalia 52
- Egitto 47
- India 47

### Lingue e dialetti
Il dialetto di Isernia fa parte del dialetto molisano della zona centro-occidentale della regione, con tutte le sue particolarità. Molto marcato è il rotacismo negli articoli determinati maschili (ru càne per "il cane" o ru cegliùcce per "l'uccellino"), così come il rotacismo della "d", tuttavia non sempre applicato (songhe re Sernia per "sono di Isernia").

### Religione
Lo statuto comunale di Isernia indica come patrono san Pietro Celestino, considerato dalla tradizione nativo del luogo, mentre la diocesi di Isernia-Venafro riconosce quali patroni san Nicandro, san Marciano e santa Daria, il cui culto, come riportano alcuni documenti, fu celebrato con fiere e processioni religiose già nel XIX secolo. Tale culto, abbandonato nei primi decenni del Novecento, si è conservato intatto nella vicina Venafro, dove nel 303 d.C. i tre santi furono martirizzati proprio nello stesso luogo in cui sorge la basilica ad essi dedicata.

### Tradizioni e folclore

#### Il Tombolo di Isernia

Donne dedite alla lavorazione del tombolo negli anni cinquanta del Novecento.

A Isernia è molto diffusa da secoli la lavorazione del merletto a tombolo (Isernia è definita anche la città dei merletti). 
La cosa che più contraddistingue il tombolo isernino è, oltre alla finissima fattura, un tipo di filo prodotto in zona di colore avorio che rende tutto il lavoro più luminoso ed elegante.
La sua introduzione nella città è di antica origine, si presume infatti che la diffusione risalga al XIV secolo, ad opera di suore spagnole che alloggiavano nel monastero di Santa Maria delle Monache. 
Col passare del tempo il tombolo viene lavorato sempre meno in maniera artigianale e sempre più in maniera industriale. È anche materia presso l'Istituto artistico della città.

#### Le Confraternite di Isernia
A Isernia sono presenti numerose confraternite. La più antica è la confraternita "la Fraterna", istituita nel 1289 di Pietro Angelerio (futuro papa Celestino V); poi esistono la confraternita del "Santissimo Rosario", la confraternita "Santa Maria del Suffragio" e la confraternita di "Sant'Antonio. 
In passato le dispute tra le varie confraternite erano delle vere e proprie lotte di classe, poiché ogni confraternita rappresentava una diversa classe sociale.

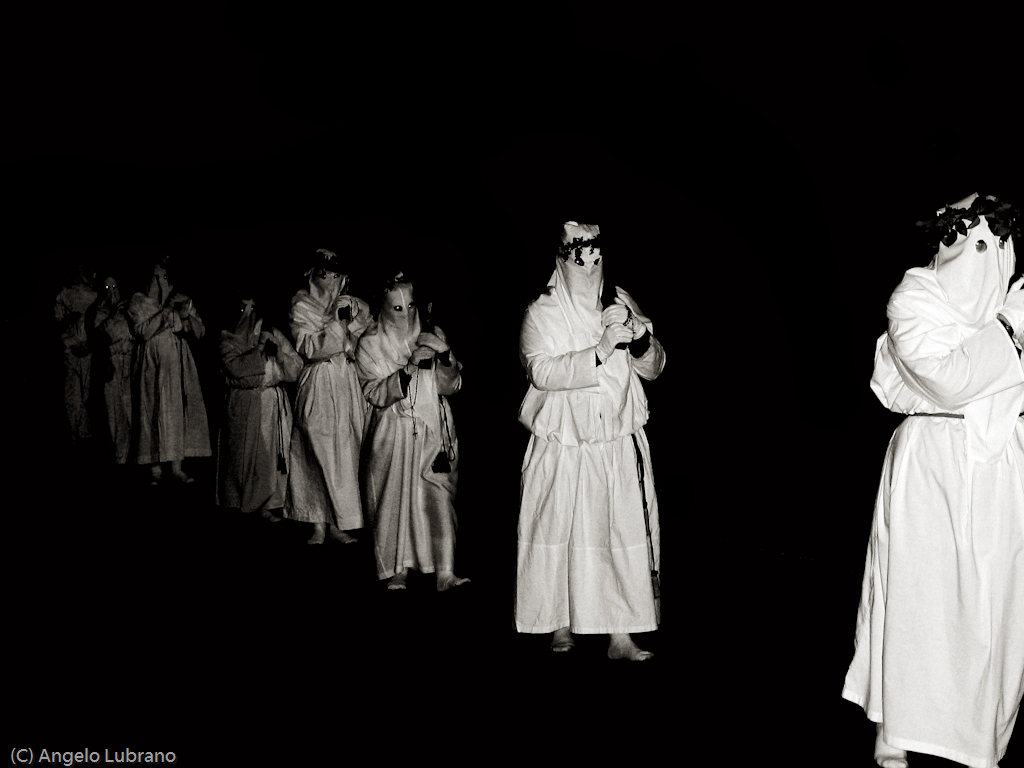
Gli Incappucciati.

#### La processione del Venerdì Santo
Come in altre città d'Italia, durante Venerdì che precede la Pasqua, anche ad Isernia si svolge la processione del Venerdì Santo. Essa percorre tutta la città e riscuote una partecipazione da parte della popolazione davvero numerosa.
Molto tradizionale è la presenza degli incappucciati, fedeli che per un voto di penitenza partecipano alla processione incappucciandosi totalmente con un telo bianco (in modo da non permettere a nessuno di essere riconosciuti), e si incoronano la testa con una corona di spine. Molti di loro, per aggravare la penitenza, portano croci e camminano scalzi per tutto il percorso della processione; loro è anche il compito di portare statue della Mater Dolorosa e del Cristo Morto.
Le confraternite della città partecipano alla processione, ognuna con un ruolo ben preciso all'interno del corteo.

### Istituzioni, enti e associazioni
- Ospedale Ferdinando Veneziale: è l'ospedale più grande della provincia. È intitolato a Ferdinando Veneziale, politico isernino che partecipò alla Consulta Nazionale.
- Comunità Montana Centro Pentria[65], sorta nel 1973.

### Qualità della vita
Come stabilito anche dalla ricerca di Legambiente, Mal'Aria 2010, Isernia è uno dei capoluoghi di provincia con la qualità dell'aria più alta d'Italia, grazie alla folta vegetazione ed alla bassa urbanizzazione del suo territorio ed alla mancanza di industrie pesanti e di traffico.
Inoltre, sempre secondo uno studio di Legambiente, nel 2011 Isernia è risultato uno dei comuni completamente rinnovabili d'Italia, infatti il fabbisogno energetico della città è completamente coperto attraverso la produzione di energia elettrica da pannelli fotovoltaici per 392 kW, miniidroelettrico 3,3 MW, eolico 2,4 MW e 625 kW da biogas.

## Cultura

### Istruzione

#### Biblioteche
- Biblioteca civica "Michele Romano"[68]

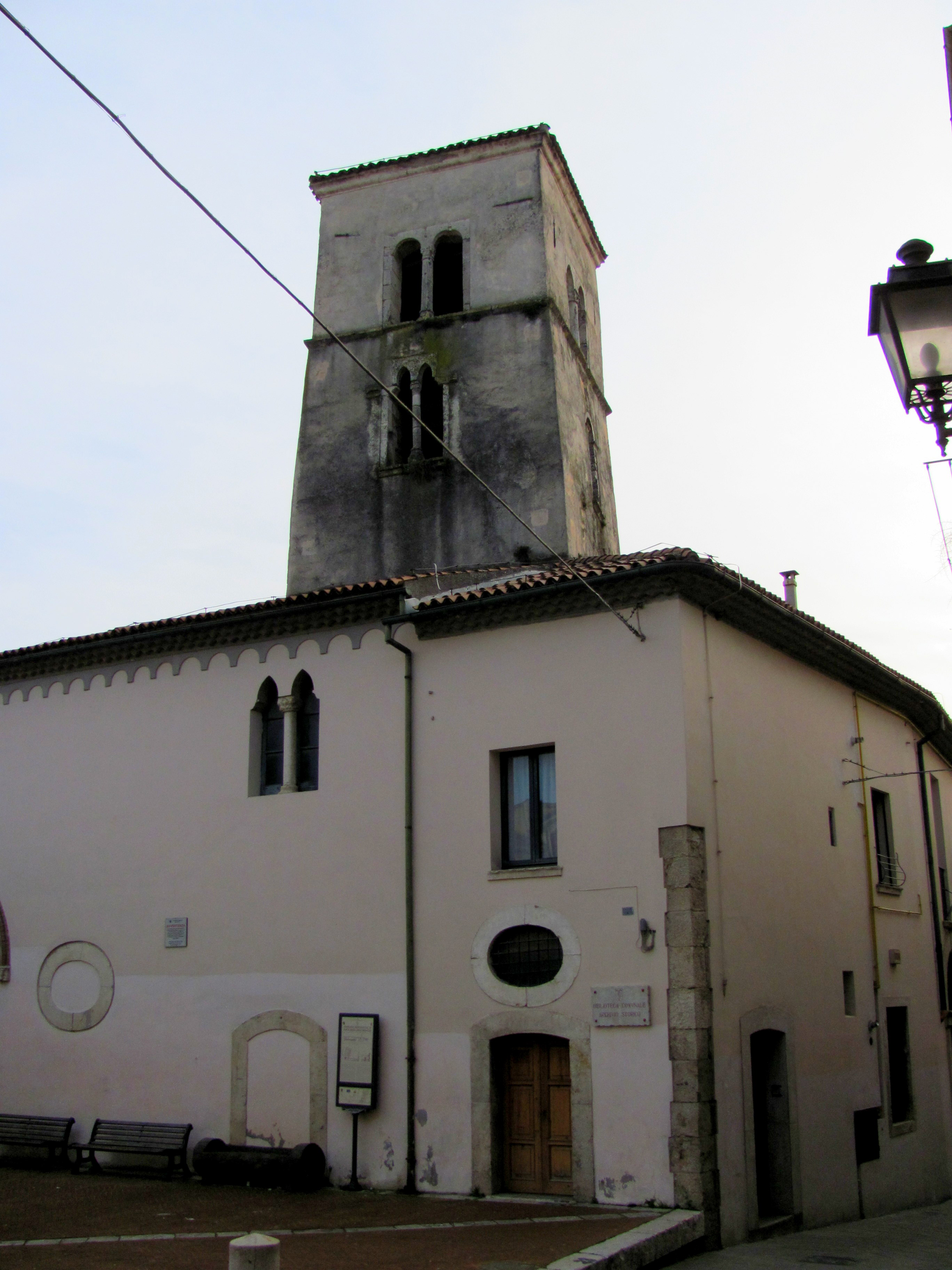
La Biblioteca civica "Michele Romano", ospitata tra le mura dell'antico Monastero di Santa Maria delle Monache.

- Biblioteca provinciale Theodor Mommsen, è la biblioteca provinciale[69] che ha sede nel palazzo della provincia. Nata per un progetto provinciale di diffusione della cultura e della lettura in tutto il territorio[70], contiene circa 40.000 volumi e 60.000 tra giornali quotidiani, periodici ed opuscoli, in particolare per le sezioni "scienze", "economia" e "diritto". Sono presenti una emeroteca, una mediateca e un internet point[71].
- Biblioteca comunale[72]
- Biblioteca della Camera di commercio, industria, artigianato e agricoltura
- Biblioteca dell'archivio di Stato di Isernia[73]
- Biblioteca dell'Ente provinciale per il turismo pentro[74]
- Biblioteca di ateneo di Isernia[75]

#### Scuole
Isernia è sede di due grandi istituti comprensivi per il primo ciclo d’istruzione, il “San Giovanni Bosco” e il “ Giovanni XXIII,” e di tre istituti di istruzione secondaria di II grado, il “Majorana-Fascitelli”, il “Cuoco-Manuppella” e il ”Fermi-Mattei”. Sono presenti anche scuole non statali ed enti di istruzione professionale, nonché il Centro Provinciale per l’Istruzione degli Adulti (CPIA).
Con l'espansione della città sono stati costruiti due nuovi plessi scolastici (nei quartieri San Leucio e San Lazzaro), intitolati ai giovani isernini Michele Iavagnilio e Vittorio Tagliente, i quali persero la vita durante il terremoto dell'Aquila del 2009.

#### Università

##### Sapienza Università di Roma
A Isernia è presente una sede dell'università La Sapienza di Roma

#### Musei
Nella città sono presenti quattro musei importanti:
- Museo nazionale di Santa Maria delle Monache
- Museo nazionale del paleolitico di Isernia
- Museo Maci
- Museo dei costumi del Molise.
- Museo del merletto a tombolo[77]
- Museo civico della memoria e della storia[78]
- Museo Ferroviario[79]
- Museo diocesano[80]
- Museo Multimediale sulle Origini e le Innovazioni del Territorio[81]

### Media

#### Stampa
- Quotidiano del Molise
- Nuovo Molise
- Il Tempo Molise

#### Radio
- Radio Valentina
- Radio Orizzonte

### Cucina
La cucina di Isernia è molto legata alla tradizione contadina della zona, soprattutto per quanto riguarda la preparazione di pasta fatta in casa, salumi e prodotti caseari.
Un secondo tipico della città sono i "turcinelli" arrostiti, interiora di agnello avvolte in budella e arrostite. Ci sono poi "ru macche" (polenta con fagioli), i "frattaruoli" (tocchetti di polenta con salsiccia) e "ru sciarone" (mezzelune di pasta ripiene di uova e formaggi).
Per quanto riguarda i prodotti della natura, molto tipici della zona sono:
- il tartufo molisano, in particolare quello bianco, di cui è ricca l'intera provincia, si stima infatti che contribuisca alla produzione nazionale con una quota di mercato del 40%.
- la cipolla di Isernia[83] detta anche di San Pietro: tonda, schiacciata e di dimensione notevole (ogni cipolla pesa circa dai 100 ai 300g). Famosa anche la varietà Majorina, più piccola e precoce. È molto importante nella tradizione isernina sia in campo medico, perché veniva usata per la cura delle cisti e duroni ai piedi, sia dal punto di vista della preparazione di piatti tipici come la frittata di cipolle (cipollata).

A Isernia è presente un proverbio sulla cipolla 
(La moglie che vuole bene al marito la sera gli fa trovare la cipollata)

#### Vini
In zona si producono anche molti vini, per lo più produzioni casalinghe, tra i quali:
- Pentro di Isernia bianco
- Pentro di Isernia rosso
- Pentro di Isernia rosato

### Eventi

#### Festa dei Santi Cosma e Damiano
Il 26 settembre di ogni anno si celebra ad Isernia la festa dei santi Cosma e Damiano, molto sentita nella città. Oltre che nel giorno sancito dalla Chiesa, ad Isernia le celebrazioni proseguono anche nel giorno 27, localmente noto come festa dei santi.
Oltre alle classiche celebrazioni religiose, tradizionalmente si svolge anche una grande fiera, che ha luogo nel centro storico di Isernia. Ad essa si aggiungono vari spettacoli e intrattenimenti musicali, organizzati dall'apposito comitato.
In origine la festa era una celebrazione pagana del Dio Priapo, ma sul finire dell'età romana fu convertita nella celebrazione cristiana dei due santi medici. Stando ad una lettera-relazione inviata nel 1781 da Sir William Hamilton a Sir Joseph Banks, alcuni residui del rito pagano avevano finito per protrarsi e conservarsi pressoché intatti nei secoli. Le usanze in questione prevedevano la commercializzazione di ex-voto a forma di genitali maschili e femminili, o il pellegrinaggio e la benedizione - all'interno dell'eremo - di donne e uomini infertili. Queste antiche pratiche, osservate e descritte con stupore dal diplomatico inglese alla fine del Settecento durante un suo soggiorno isernino, non sono più presenti nella celebrazione odierna dei santi Cosma e Damiano. 

L'associazione tra San Pietro e la cipolla deriva da un'antica leggenda isernina in cui, per salvare sua madre dall'inferno, San Pietro fece scendere una resta di cipolle a cui la donna poteva aggrapparsi. Alla resta, però, si aggrapparono anche altre anime. La madre del santo, allora, per non far aggrappare gli altri dannati, cominciò a dimenarsi. Così facendo, però, fece rompere la resta e ricadde tra le fiamme.

#### Fiera delle Cipolle
La Fiera delle Cipolle, legata ai festeggiamenti dei Santi Pietro e Paolo, è la più importante della città di Isernia e si svolge il 28 e 29 giugno. Di antica origine (la prima testimonianza risale al XV secolo), è nata inizialmente per favorire il commercio della cipolla di Isernia dei produttori locali; è diventata una fiera molto variegata e frequentata ma sono comunque presenti i tipici banchetti con la cipolla di Isernia. 
Un tempo si svolgeva dove si trova il parco della Rimembranza, denominato il largo delle cipolle; in seguito, dopo l'espansione a nord della città, la fiera si è svolta per alcuni decenni su corso Risorgimento, per poi spostarsi negli ultimi anni sul corso principale della città, corso Garibaldi.
La fiera, con il passare del tempo, ha perso la sua funzione originaria, cioè quella di favorire il commercio della cipolla. Allo stato attuale, la maggior parte delle bancarelle adibite alla vendita di questo prodotto è stata rimpiazzata da allestimenti di tipo generico, presenti in qualsiasi altra fiera o mercato italiano.

#### Festa di Sant'Antonio
Ad Isernia è molto sentito il culto di Sant'Antonio da Padova. Nella città, infatti, gli sono state dedicate una grande cappella della Chiesa di San Francesco e una confraternita cittadina. La processione, che negli ultimi anni ha avuto luogo di sera, è una delle cose più caratteristiche della città, in quanto prevede la partecipazione di cavalli bardati con vistosi drappi, nastri colorati e immagini del santo che seguono il corteo per tutta la città. Per tradizione i cavalli sono 13, in modo da rispettare la numerologia attribuita al santo.
In origine i cavalli partecipanti erano di proprietà dei contadini, ma sono poi stati utilizzati quelli della comunità Rom, molto presente nella città.
Oltre al corteo, durante i giorni di festa, a Isernia sono presenti svariati altarini con immagini raffiguranti il santo, e molti bambini vengono vestiti come Sant'Antonio per invocare la protezione del santo su di essi.
Di questa festa sono responsabili il comitato festa e la confraternita di Sant'Antonio, fondata nell'anno 1781 con Regio Decreto.
Nel giorno della festa (13 giugno) in chiesa viene distribuito il pane benedetto a tutti i fedeli che vi si recano.

#### Fiera nazionale del tartufo bianco molisano
Il 4 dicembre 2011 è stata inaugurata la prima fiera nazionale del tartufo bianco molisano a cui hanno partecipato numerosi produttori di tartufi e prodotti tipici dell'intera regione. La fiera ha avuto una durata di una settimana accostando alla vendita del tartufo anche numerosi eventi e manifestazioni culturali.

#### Festa de L'Unità
Altro evento della città è la Festa de l'Unità, dal nome del quotidiano fondato da Antonio Gramsci, già organo ufficiale del PCI e poi giornale di "area", che si svolge solitamente nei primi giorni di settembre, dura all'incirca 5 giorni e presenta serate all'insegna di musica e spettacoli vari. Anni fa veniva organizzata nel centro storico, quindi all'interno della villa comunale, ed era incentrata su giochi popolari. Successivamente venne spostata in piazza Ignazio Silone (adiacente alla scuola elementare) mentre negli ultimi anni si è svolta nel terminal situato in contrada Tremolicci con l'organizzazione di concerti di artisti anche molto famosi come i Negramaro, Caparezza, Luca Barbarossa, Modena City Ramblers, Bandabardò.
Essendo sostanzialmente una festa di partito, peraltro organizzata a livello nazionale, con la nascita del PD, sorto dalla fusione di Ds e Margherita, la festa ha cambiato nome e negli ultimi anni non è stata più organizzata ad Isernia.

#### La canzone italiana d'autore
La canzone italiana d'autore è un concorso musicale ideata dall'assessorato alla cultura del Comune di Isernia che si svolge nella città (in piazza Andrea d'Isernia, prima si svolgeva in piazza Celestino V) e propone il rilancio della musica italiana. È un concorso per artisti emergenti non professionisti, ognuno dei quali si esibisce con un brano edito ed uno inedito. Ospiti del concorso sono stati artisti di fama nazionale come Alex Britti, Eugenio Finardi, Angelo Branduardi e Bobby Solo. È un concorso che ha visto come direttore artistico Red Ronnie, ruolo che è successivamente stato rivestito da Dario Salvatori. 
L'evento musicale rientra nella serie di iniziative appartenenti a Molise Live.
Cronologia Vincitori
- Edizione 2005 - Less Than Zero e Tabula Osca
- Edizione 2006 - Nobraino
- Edizione 2007 - Giorgia Paradiso e Megliosole
- Edizione 2008 - Erica Mou e Dioniso
- Edizione 2009 - Marco Saltatempo
- Edizione 2010 - Gianmarco Dottori
- Edizione 2011 - Matteo Sperandio & Q-Artet
- Edizione 2012 - Chiara Ruocchio

La sigla di apertura del concorso canoro è stata realizzata dal compositore isernino Giacomo Bucci, il titolo del brano è "Il Grande Momento"

## Geografia antropica

### Urbanistica
L'urbanistica di Isernia è notevolmente cambiata dopo la sua istituzione a Provincia. Al centro storico (a sud), caratterizzato da un unico corso principale (Corso Marcelli) e da numerosi strettissimi vicoli, si è aggiunta (a nord) la parte nuova della città. Quest'ultima si espande attorno a 4 assi stradali principali (Corso Garibaldi, Corso Risorgimento, via XXIV Maggio e via Giovanni XXXIII) disposti a V, il cui vertice coincide con la Villa Comunale. Fuori dal centro cittadino è nato il quartiere di San Lazzaro, mentre è in forte espansione la località a nord della Città. Lo sviluppo urbano della città non presenta mai un'eccessiva densità; inesistente o quasi il problema del traffico, facilmente risolto con la costruzione di poche rotonde, realizzate soprattutto dopo le pressioni dell'opinione pubblica.

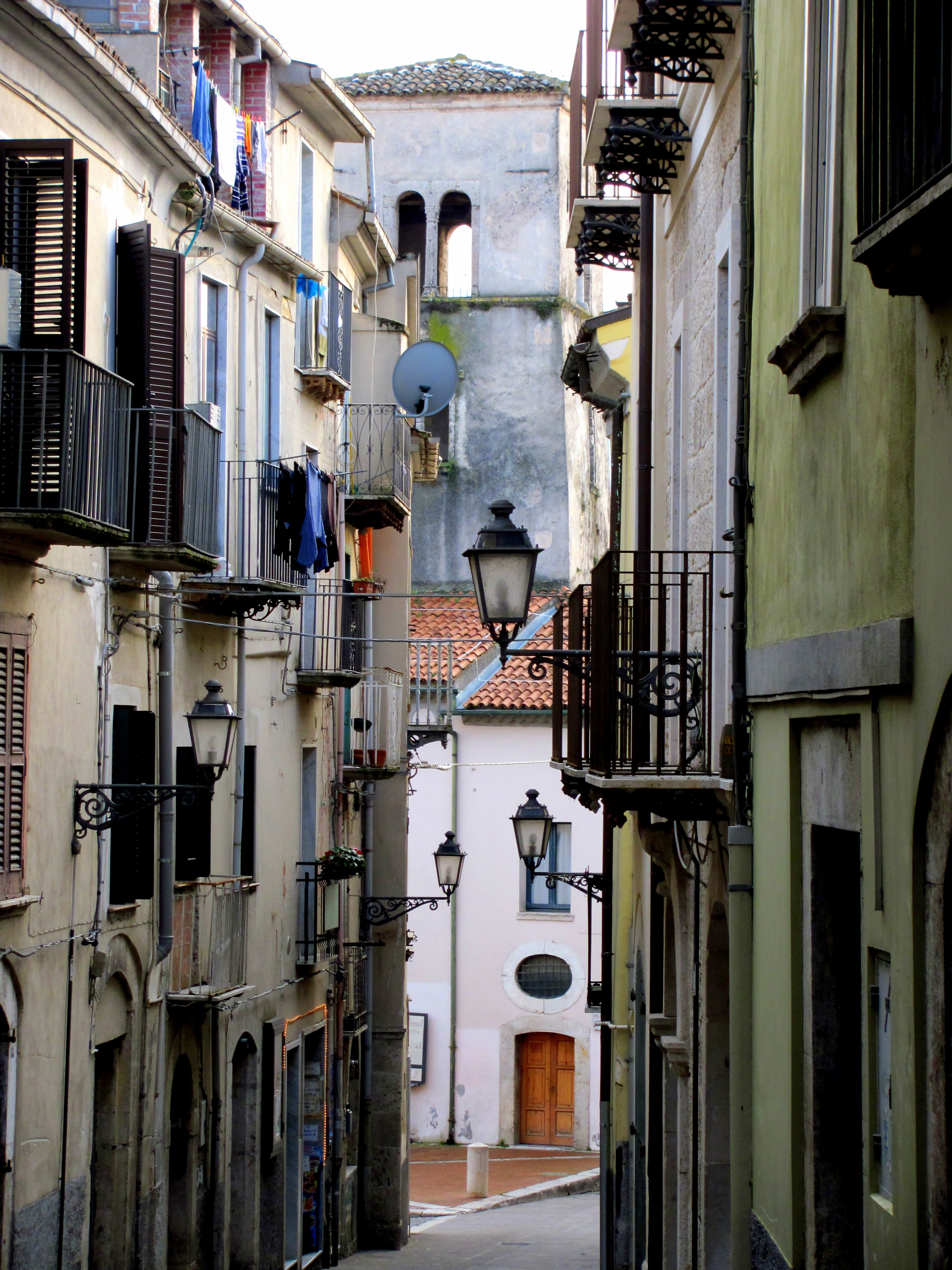
Il centro storico è suddiviso simmetricamente in due metà dall'antichissimo Corso Marcelli.
Sullo sfondo, il campanile di Santa Maria delle Monache.

#### Centro storico
Il centro storico della città, che ha mantenuto in parte il suo antico aspetto, si contraddistingue per i suoi stretti vicoli. Situato nella parte sud ovest della città, è stretto al lato da due pendii; è circondato da due antiche mura e da due strade, via Roma e via Occidentale, che ne permettono un facile accesso. Il completo restauro dopo il terremoto del 1984 ha consentito al centro storico di tornare cuore pulsante della città, anche grazie all'apertura delle sedi universitarie e di numerose botteghe locali; il giovedì e il sabato mattina è sede di un caratteristico mercato. Presenta un corso principale, corso Marcelli, che unisce le due piazze principali, piazza San Pietro Celestino V e piazza Andrea D'Isernia (dove è presente la cattedrale).

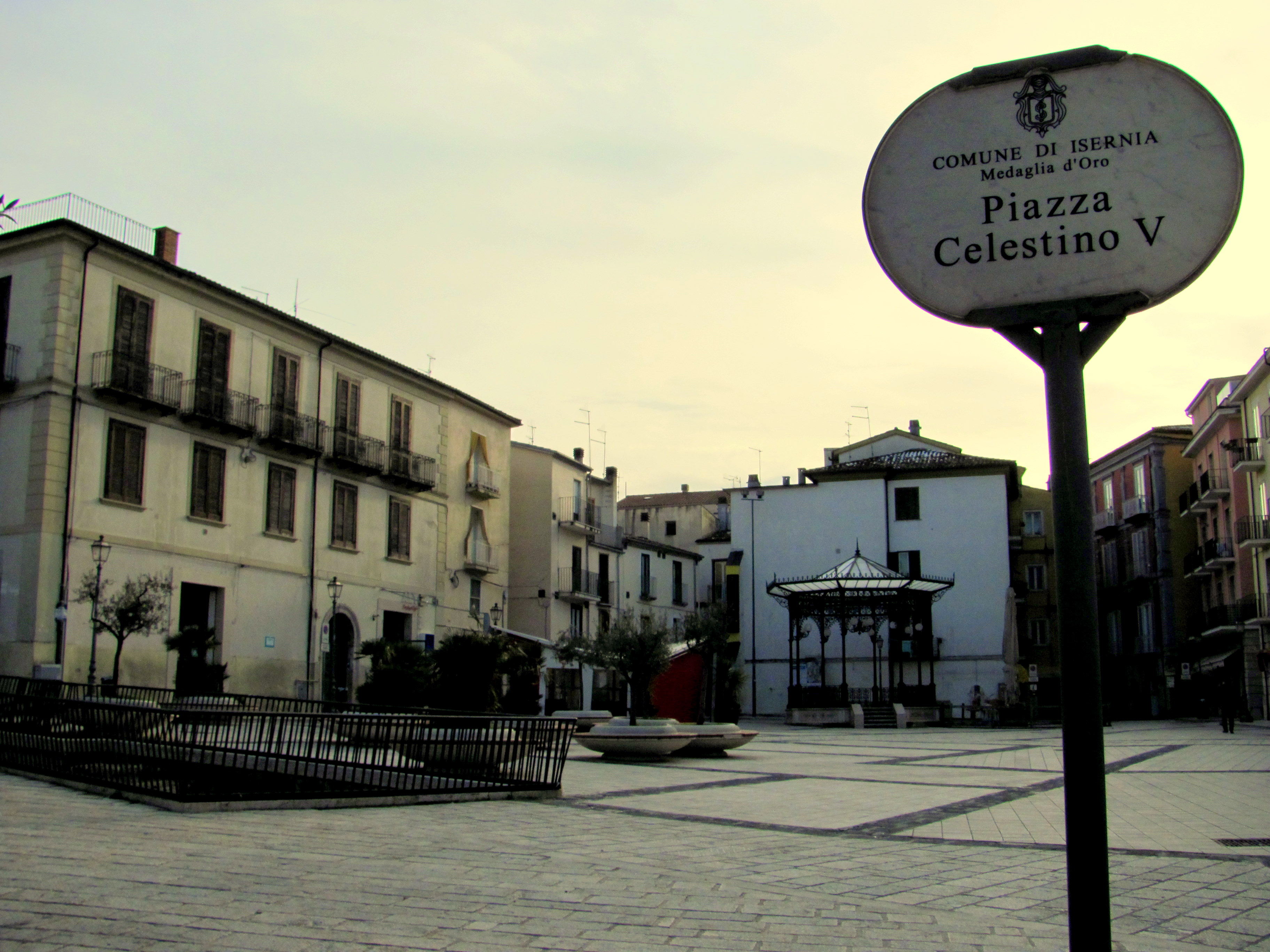
Piazza Celestino V, già Piazza Concezione.
La pavimentazione della piazza è decorata in modo da ricordare la planimetria delle abitazioni distrutte nel bombardamento.

#### Piazza Celestino V
La piazza san Pietro Celestino V è una delle piazze più importanti della città. Situata nel centro storico, accoglie la Fontana Fraterna. Essa è nata dopo il bombardamento del 10 settembre del 1943, che distrusse la maggior parte delle abitazioni che vi erano presenti facendo spazio alla nuova piazza; attraverso la differente pavimentazione, è possibile riconoscere dove erano allocate le vecchie abitazioni e la strada principale.
Su questa piazza è presente anche la chiesa della Concezione (a volte la piazza è chiamata "la Concezione") e una statua del patrono d'Isernia San Pietro Celestino.

#### Piazza X Settembre
La piazza, intitolata al bombardamento del 10 settembre 1943, accoglie la statua bronzea che ricorda le migliaia di vittime che la città pagò quel tragico giorno. La piazza stessa è stata figlia di quel bombardamento spaventoso e sono ancora visibili alcuni ruderi delle abitazioni preesistenti.

#### Quartiere San Lazzaro
Il quartiere San Lazzaro si è sviluppato nella parte nord della città, lungo la Strada Statale 17 su una piccola collina collegata al resto della città attraverso il viadotto "San Leonardo" sopra il fiume Sordo.

### Frazioni e contrade
Sono frazioni o contrade di Isernia: Colle Croce, Colle Marino, Colle Pagano, Conocchia, la Castagna, Salietto, Castelluccio, Castelromano, Coppolicchio, le Piane, Breccelle, Fragnete, Signora Rosa, il Tiegno, Colle Palumbo, Asinina, Masseria Capruccia, Bazzoffie, Cutone.

#### Castelromano
La frazione più grande e popolosa (500 abitanti circa) è Castelromano che sorge in un pianoro ai piedi del monte La Romana (882 m) ad un'altitudine di 680 m s.l.m., distante circa 5 km ad ovest della città.

## Economia

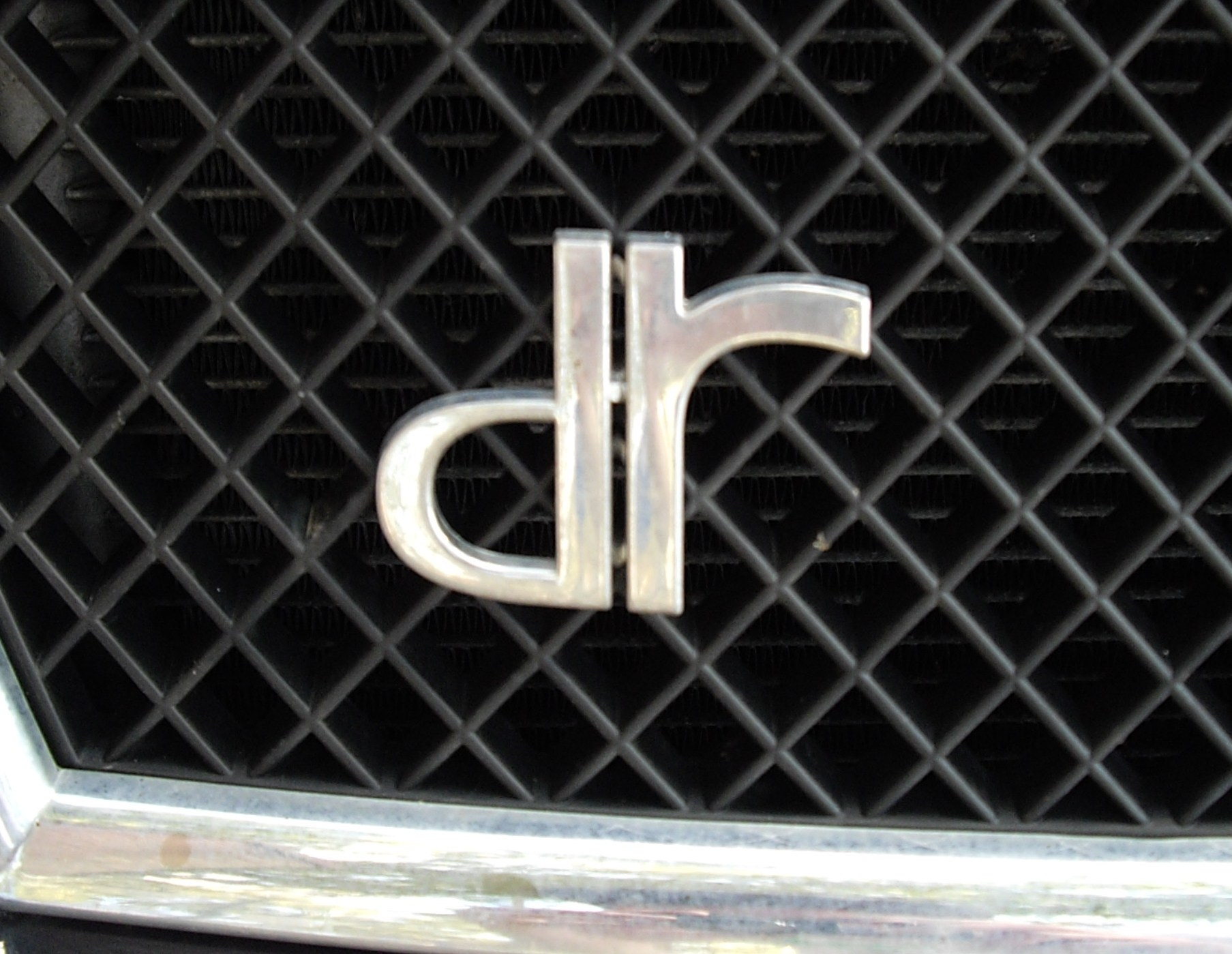
Il logo dell'azienda automobilistica DR.

Isernia e la sua provincia è una delle aree del Mezzogiorno che ha visto diminuire il peso dell'imprenditoria privata, essendo per lo più una città basata su redditività statale e parastatale. Il comune pentro è infatti incentrato sull'agricoltura con piccole presenze artigianali quali, conciarie, dolciarie, meccaniche, automobilistiche, delle materie plastiche e dei laterizi; difatti ha il nucleo produttivo più piccolo d'Italia, contando poco meno di 7600 imprese in tutta la provincia.

### Settore primario
L'industria agraria è poco sviluppata, per lo più è di tipo privato o in aziende di medie dimensioni, con scarse forme di allevamento e pastorizia. Molto praticato, invece, è l'artigianato delle ceramiche e dei merletti a tombolo; degno di nota è anche il settore della falegnameria che si distingue per le sue manifatture. Ci sono inoltre varie piccole botteghe nel centro storico della città (ad esempio pelletterie ecc.). Anche la lavorazione della canapa, seppur non più distribuita uniformemente sul territorio come in passato, è da segnalare per i suoi pregevoli prodotti, tra i quali corde e funi.

### Settore secondario
Vi è una minuta presenza di medie imprese fuori dal territorio comunale del tipo tessile e del tipo automobilistico, quest'ultima ormai rimaneggiata.
Negli ultimi anni si sta tentando di sviluppare vari settori, tra cui quello delle energie rinnovabili.

### Settore terziario
Le attività terziarie si basano soprattutto sulla pubblica amministrazione. Oltre al Comune, dopo l'istituzione della Provincia, Isernia è diventata sede di numerosi servizi pubblici, che hanno dato nuovo slancio alla crescita economica e sociale della città.
Notevole anche la rilevanza turistica della città, soprattutto in ambito archeologico; tra i vari siti spicca quello di Isernia La Pineta.

## Infrastrutture e trasporti

### Strade
Il territorio del comune di Isernia è attraversato principalmente dalla Strada statale 17 dell'Appennino Abruzzese e Appulo Sannitica che la collega a nord con Sulmona, L'Aquila fino ad arrivare a Antrodoco, e verso est fino a raggiungere Campobasso e Foggia. Negli anni 2000 è stata aperta la strada a scorrimento veloce Isernia-Castel di Sangro
Molto importanti sono anche la Strada statale 650 di Fondovalle Trigno, che collega Isernia con San Salvo Marina, la Strada statale 85 Venafrana che collega la città con Vairano Patenora e infine la ex Strada statale 627 della Vandra (poi diventata Strada Provinciale 1 Vandra) che la collega a Colli a Volturno.

### Ferrovie

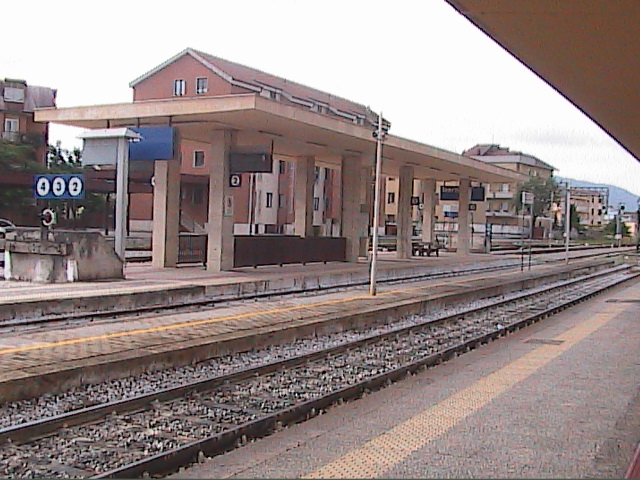
La stazione ferroviaria di Isernia.

Dal 1894 Isernia è collegata con Vairano, e quindi con Napoli, attraverso la linea ferroviaria Vairano-Isernia, questa linea è stata collegata nel 1900 con la linea Isernia-Campobasso per permettere i collegamenti tra le due città. I collegamenti con Roma sono garantiti dal 2001 attraverso la diramazione Rocca d'Evandro - Venafro che permette collegamenti più diretti con la capitale evitando il regresso in Campania. Infine dal 1897 fino al 2010 (data di chiusura fino a data da destinarsi) era attiva la linea Sulmona-Isernia sostituita con una linea di autobus, ma attiva saltuariamente per eventi turistici.

### Mobilità urbana
Il trasporto pubblico locale nell'ambito del territorio comunale è gestito dalla società AUTOSERVIZIO URBANO Aesernia s.r.l.; il servizio consta di 8 linee di autobus che collegano tra loro il centro storico, il centro urbano, l'ospedale Veneziale e il quartiere San Lazzaro oltre che le varie frazioni nel territorio e il cimitero.
È presente inoltre un servizio navette che collegano il centro della città e la stazione ferroviaria con la nuova sede dell'università.
I collegamenti regionali, con il capoluogo e con gli altri centri della provincia sono gestiti dalle società ATM e Sati.
Infine è presente una piccola rete di taxi.

## Amministrazione

### Gemellaggi
- Douz

(Maria Franca Martino, convegno sul tema «Isernia-Douz, incontro tra due civiltà»)
- Sant'Elia Fiumerapido[106]

## Sport

### Impianti sportivi
- Stadio Mario Lancellotta
- Palazzetto dello Sport "Liborio Fraraccio"
- Piscina comunale (chiusa)

### Società sportive
- Isernia Football Club, la squadra di calcio principale della città che ha disputato anche diversi campionati di Serie C2 e che nella stagione 2024-2025 milita in Serie D.
- Aesernia Fraterna, società sportiva di calcio e di calcio a 5, che milita in promozione molisana nel calcio a 11 e in serie C1 nel calcio A5.
- La Fenice Volley Isernia militante nel campionato nazionale di Serie B2[107].
- A.S.D. Aesernia Hockey Club[108], associazione sportiva di hockey in line, che organizza anche dei corsi di pattinaggio in linea.
- A.S.D. Il Globo Basket, associazione sportiva di pallacanestro, che durante la sua storia ha militato in Serie B.
- A.S.D. Karate Team Isernia
- F.V.C. Effesport Isernia, squadra femminile di pallavolo, che milita nel campionato di B1,  dopo che ha vinto il campionato di B2 nella stagione 2014/2015.
- New Fortitudo Basket, squadra di basket che ha conquistato la Serie B Interregionale nell'annata 2022/2023.